# Московский государственный университет
Моско́вский госуда́рственный университе́т и́мени М. В. Ломоно́сова (с 1755 по 1917 год — Императорский Московский университет) — один из старейших и крупнейших классических университетов России, один из центров российской науки и культуры, расположенный в Москве.
C 1940 года носит имя Михаила Васильевича Ломоносова. Полное название — федеральное государственное бюджетное образовательное учреждение высшего образования «Московский государственный университет имени М. В. Ломоносова». Широко используется аббревиатура «МГУ». Университет включает в себя 15 научно-исследовательских институтов, 40 факультетов, более 300 кафедр и семь филиалов (в их числе шесть зарубежных — пять в странах СНГ и один в Словении).
С 1992 года ректором МГУ является академик Виктор Антонович Садовничий, советский и российский математик, деятель российского высшего образования.

## История
Московский университет изменял свои официальные названия на:
1. 12 (23) января 1755—23 февраля (8 марта) 1917 — «Императорский Московский университет»
2. Февраль—октябрь 1917 — Московский университет
3. С конца 1917 — «Московский государственный университет» (или «МГУ»)
4. С 1918 — «1-й Московский университет»
5. С сентября 1930 — «Московский государственный университет»
6. С 20 октября 1932 — «Московский государственный университет им. М. Н. Покровского»
7. С 11 ноября 1937 — «Московский государственный университет»
8. С 7 мая 1940 — «Московский государственный университет им. М. В. Ломоносова»
9. С 7 мая 1955 — «Московский ордена Ленина и ордена Трудового Красного Знамени государственный университет им. М. В. Ломоносова»
10. С 22 января 1980 — «Московский ордена Ленина, ордена Октябрьской революции и ордена Трудового Красного Знамени государственный университет им. М. В. Ломоносова»
11. С 1991 — «Московский государственный университет им. М. В. Ломоносова»
12. С 28 марта 2008 — «Федеральное государственное образовательное учреждение высшего профессионального образования (ФГОУ ВПО) Московский государственный университет имени М. В. Ломоносова» (или «МГУ имени М. В. Ломоносова», «МГУ»)
13. С 31 декабря 2010 — «Федеральное государственное бюджетное образовательное учреждение высшего профессионального образования (ФГБОУ ВПО) Московский государственный университет имени М. В. Ломоносова» (или «МГУ имени М. В. Ломоносова», «МГУ»)
14. C 22 октября 2014 — «Федеральное государственное бюджетное образовательное учреждение высшего образования „Московский государственный университет имени М. В. Ломоносова“» (или «МГУ имени М. В. Ломоносова» или «МГУ»)

### Императорский Московский университет 1755—1917

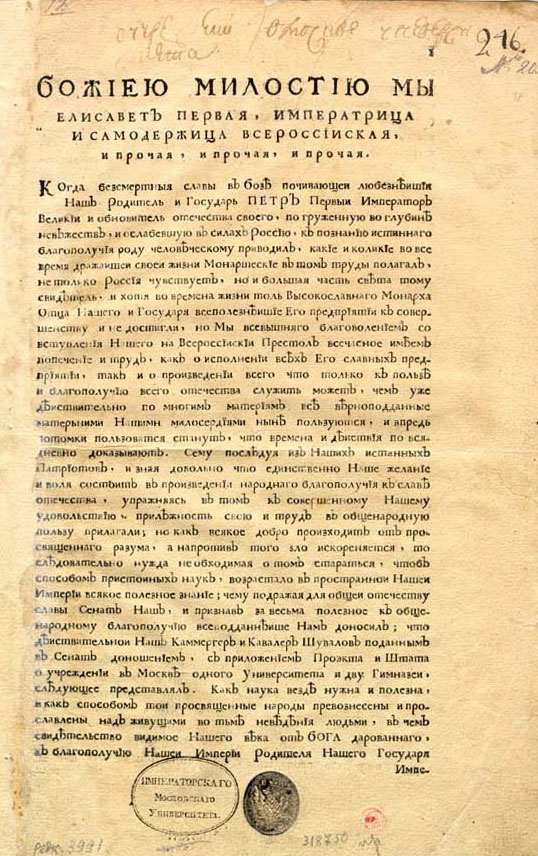
Указ об основании Московского Университета

Создание университета было предложено И. И. Шуваловым и М. В. Ломоносовым. Первоначально открытие университета планировалось на 1754 год, однако из-за подготовительных работ, связанных в первую очередь с ремонтом здания, открытие состоялось только в 1755 году. Указ о создании университета был подписан императрицей Елизаветой Петровной 24 января (4 февраля) 1755 года. Ранее, 12 (23) января, в день святой Татьяны, Елизаветой Петровной был утверждён проект об учреждении Московского Университета, поэтому именно Татьянин день (12 января — по юлианскому календарю, по григорианскому календарю в XX—XXI веках — 25 января) отмечается как дата основания Московского Университета и День российского студенчества. Первые лекции в университете были прочитаны 26 апреля (7 мая) 1755 года. Иван Иванович Шувалов стал куратором университета, а Алексей Михайлович Аргамаков (1711—1757) — первым директором. Ни в официальных документах, представленных в Сенат, ни в речах, произнесённых на открытии университета, имя Ломоносова даже не было упомянуто. По мнению историка М. Т. Белявского, «Шувалов не только присвоил себе авторство проекта и славу создателя университета», но и «значительно испортил ломоносовский проект, внеся в него ряд положений, против которых с такой страстью боролся Ломоносов и другие передовые русские учёные в Академии наук».
Университет подчинялся непосредственно Правительствующему сенату. Профессура не подлежала никакому суду, кроме университетского — с санкции куратора и директора. Главой университета являлся куратор: он назначал преподавателей и утверждал курсы лекций. Непосредственное управление осуществлял директор, назначавшийся из посторонних чиновников; он должен был:
«править доходами Университета и стараться о его благосостоянии; учреждать вместе с профессорами науки в Университете изучение в гимназии», вести переписку «со всеми присутственными местами по делам, касающимся до Университета»
Решения директора утверждались куратором.
Совещательным органом при директоре была Конференция профессоров, состоявшая из трёх профессоров и трёх асессоров университета.

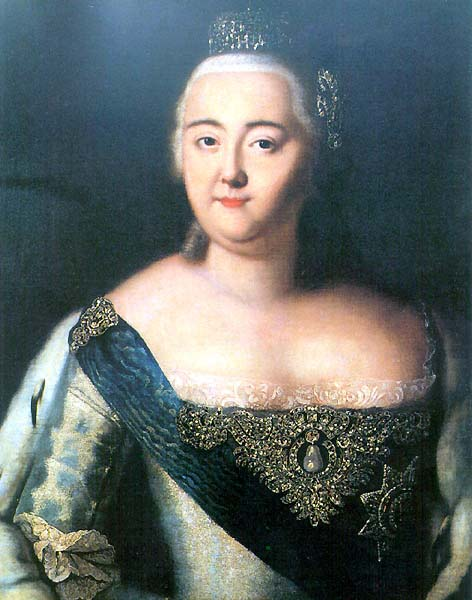
Императрица Елизавета Петровна
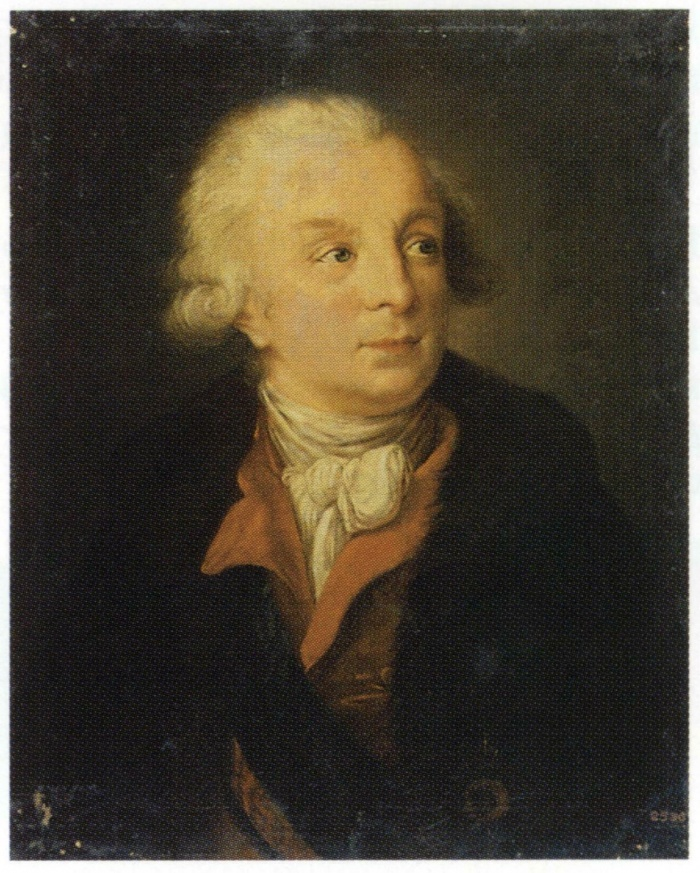
Иван Иванович Шувалов
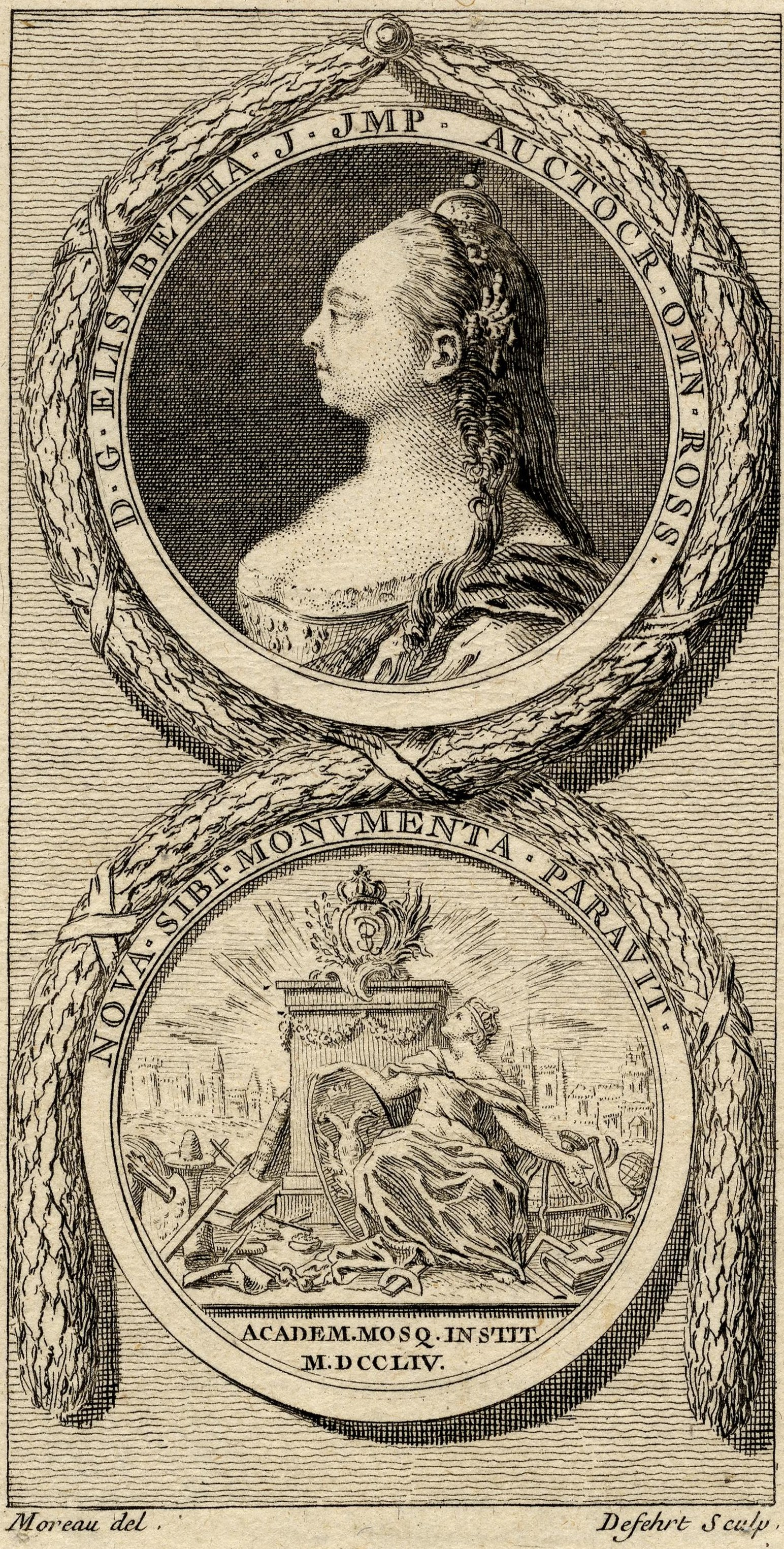
Гравюра XVIII века с медалью, выпущенной в честь основания университета
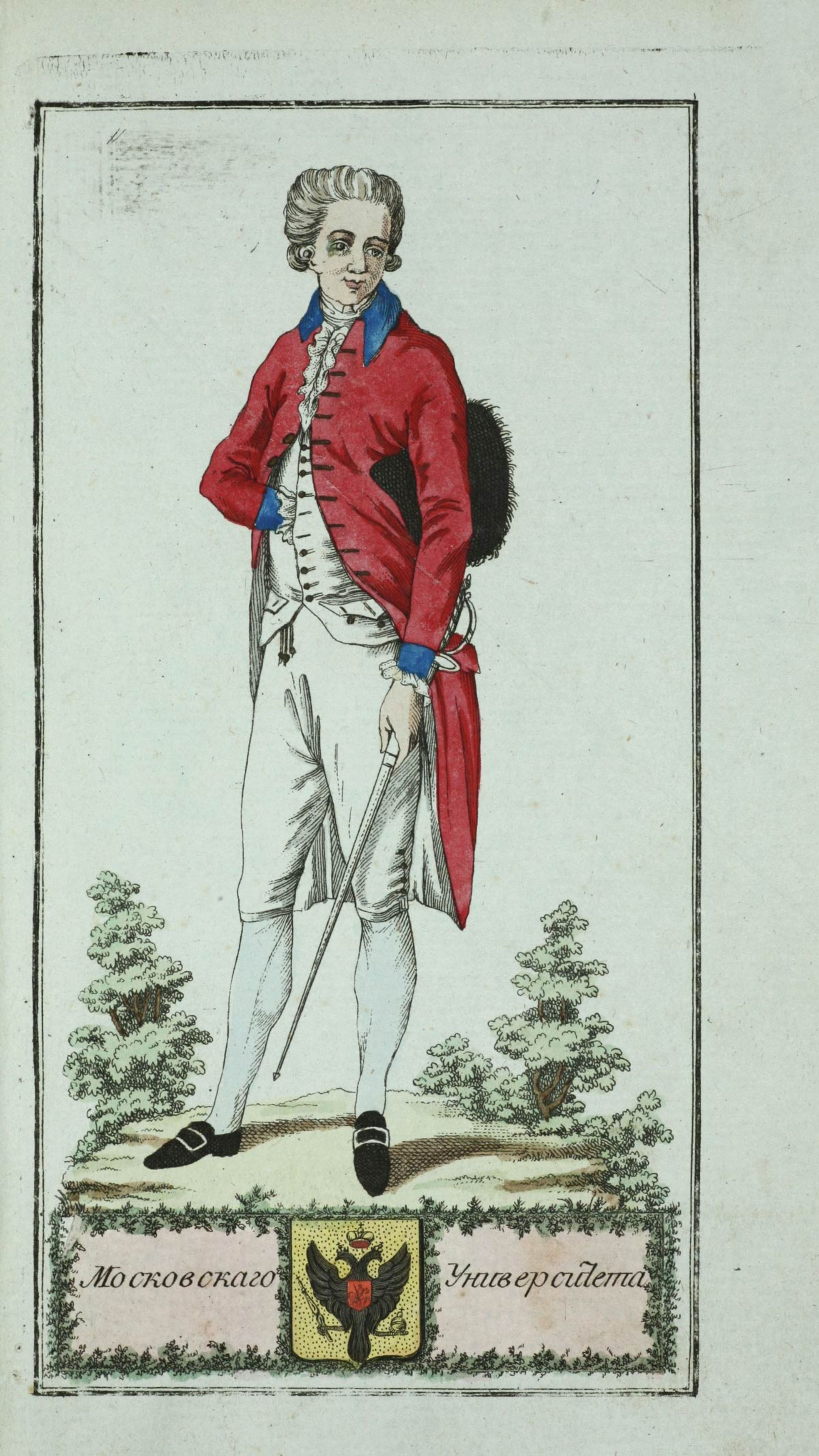
Мундир профессоров Московского Университета в конце XVIII века

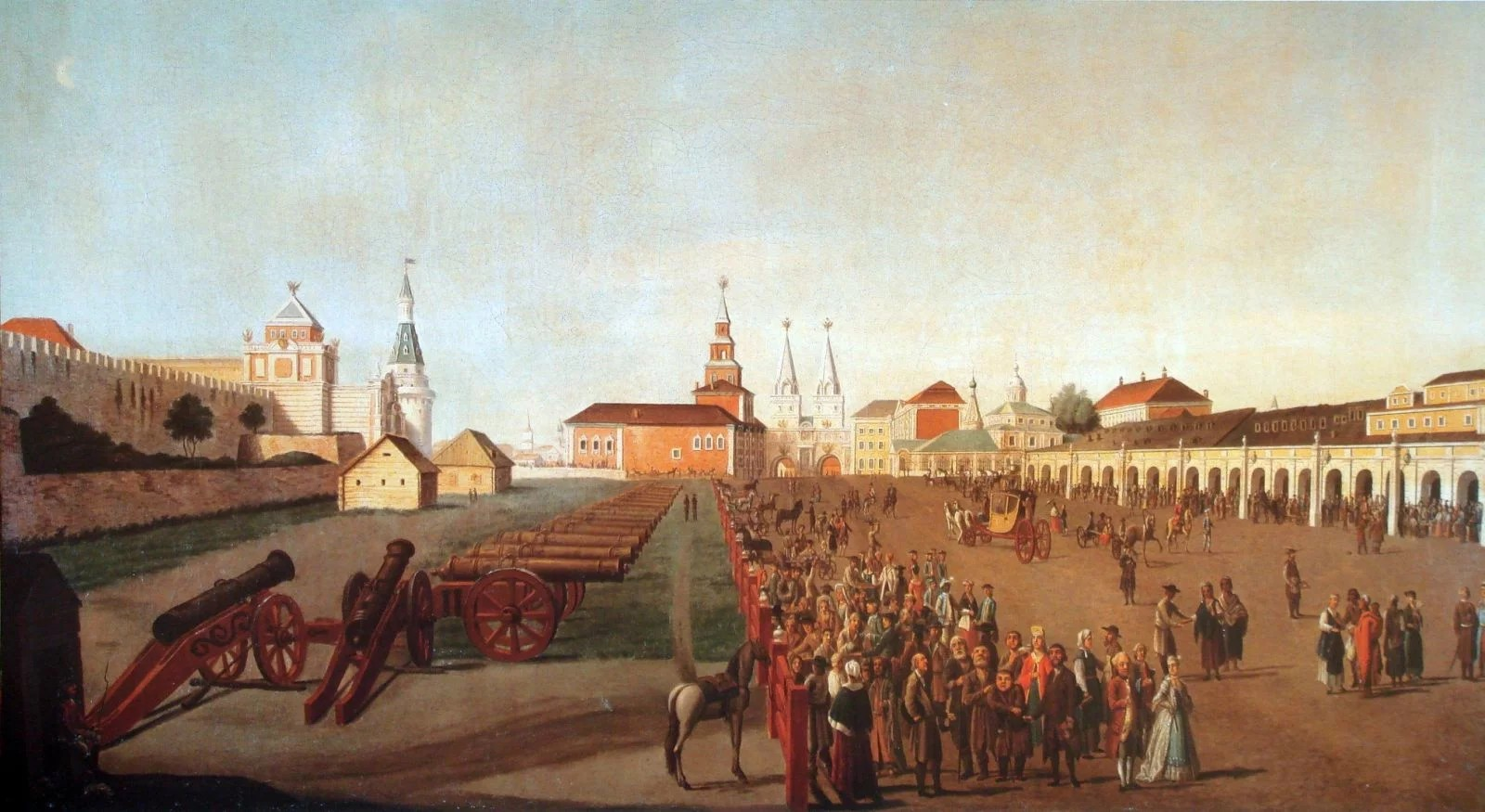
Здание Московского университета (в центре) у Воскресенских ворот на Красной площади. 1780-е гг..

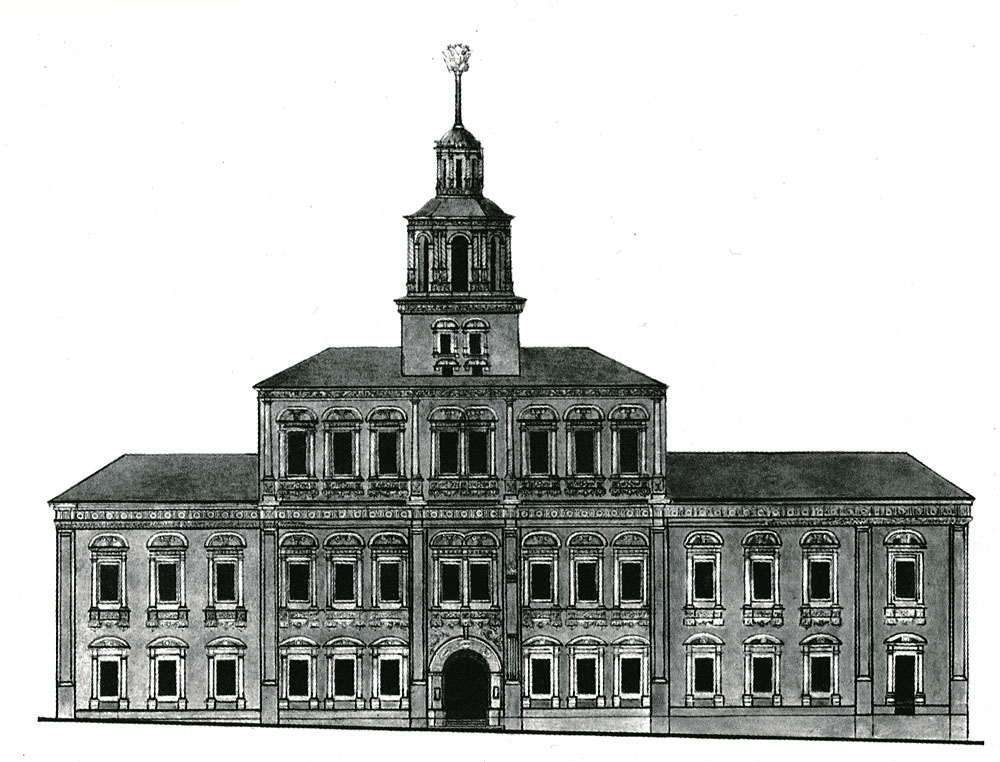
Фасад первого здания университета на Красной пл. Рисунок О. Бове, 1816 г.

Изначально университет располагался в здании Главной аптеки (бывший Земский приказ) на месте Государственного исторического музея на Красной площади. В 1782 году для расширения своих владений Университет купил у княгини А. М. Волконской двор с каменными и деревянными постройками в приходе церкви Дионисия Ареопагита на Никитской улице между своим двором и Леонтьевским переулком. При Екатерине II в 1793 году университет переехал в специально построенное здание на противоположной стороне Моховой между 1782 и 1793 годами по проекту Матвея Казакова. Впоследствии, после Московского пожара 1812 года, здание было восстановлено архитектором Доменико Жилярди.

#### Московский университет в XVIII веке
В XVIII столетии в составе университета были три факультета: факультет философии, факультет медицины и факультет права. В 1779 году Михаил Херасков основал университетский благородный пансион, преобразованный в гимназию в 1830 году. Университетская пресса была основана Николаем Ивановичем Новиковым в 1780-х годах. Профессора Московского университета являлись чиновниками, состоявшими на преподавательской службе, а само учебное заведение — частью государственного аппарата. При университете издавалась наиболее популярная газета Российской империи — «Московские ведомости». В это время при университете начали создаваться научные общества. Профессура Московского университета в 1760-х годах отстаивала латынь в качестве языка преподавания (чтение лекций на русском разрешили только в конце 1767 года). В 1791 году университет получил право присуждать учёные степени.
Численность студентов университета составляла:
- 1755 год (на момент открытия) — 100 человек;
- 1785 год — 82 человека;
- 1808 год — 135 человек.

#### Московский университет в XIX веке

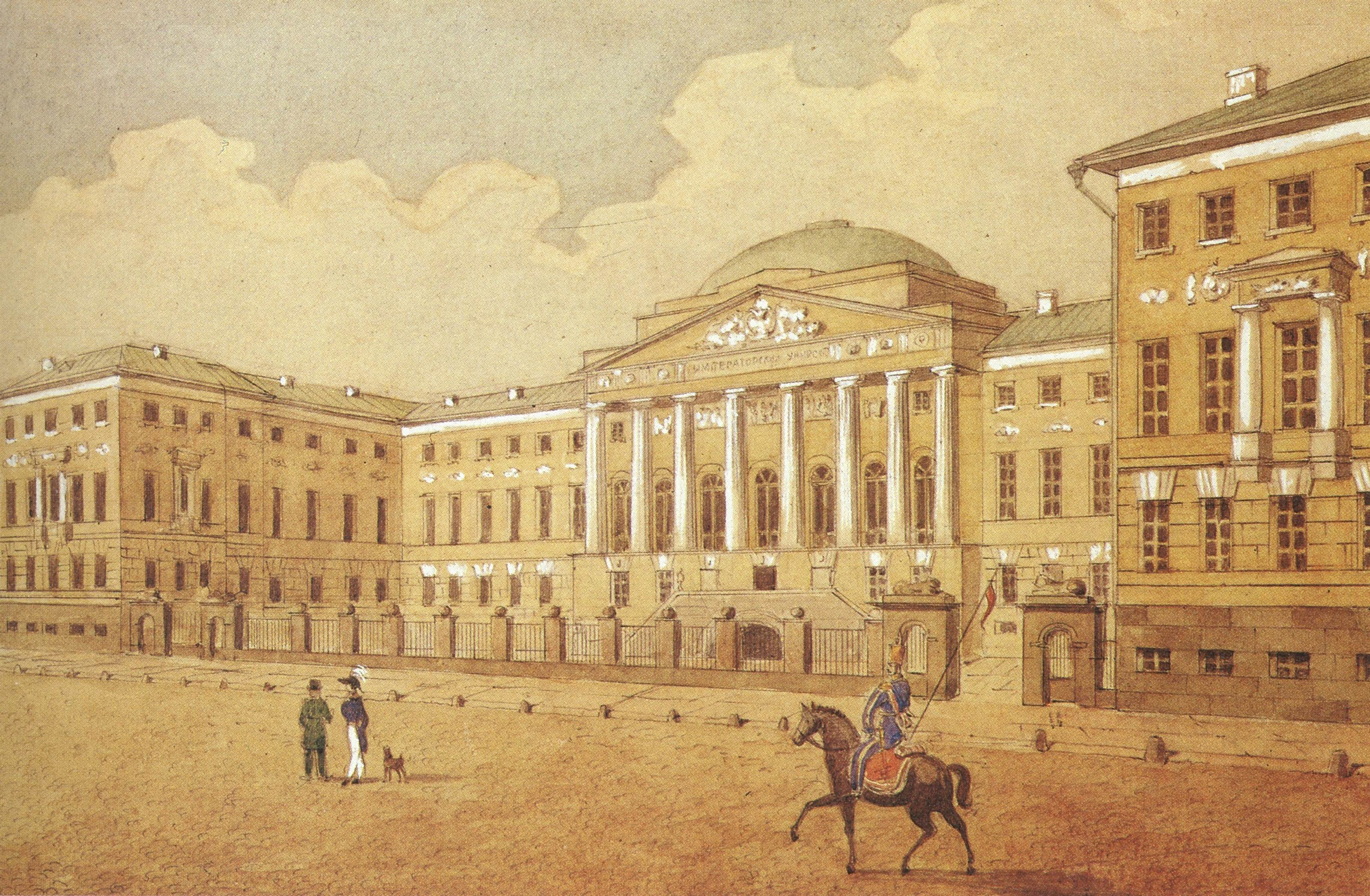
Старое здание Университета в 1820 году после восстановления

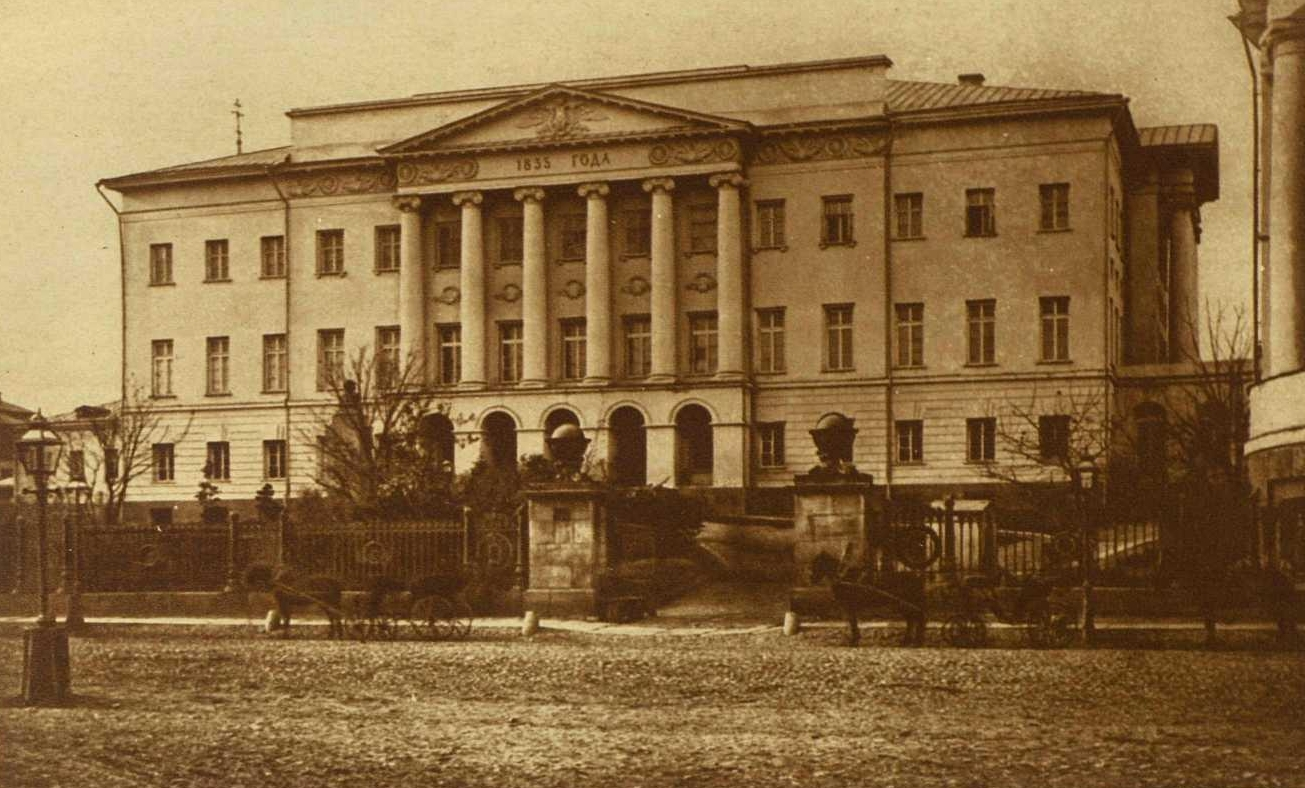
«Новое» здание Московского университета (с 1833 г.), начало 1900-х годов

По новому «Уставу императорского Московского университета» от 5 ноября 1804 года, управлять университетом должен был Совет университета, (в него входили ординарные и заслуженные профессора во главе с ректором), состав которого утверждался лично императором. Адъюнкты и экстраординарные профессора также могли участвовать в заседаниях без права голоса. Ректор ежегодно избирался профессорским собранием (закрытым голосованием с помощью белых и чёрных шаров). Избранию подлежали и деканы факультетов. Первым выборным ректором стал историк и географ Х. А. Чеботарёв. На заседаниях Совета решались не только вопросы назначения профессоров, почётных членов, адъюнктов университета, но и назначение учителей в гимназии и училища округа, и даже ежегодное испытание учащихся. Заседания должны были проходить не реже одного раза в месяц, предусматривались и особые ежемесячные заседания для обсуждения новых открытий, опытов, наблюдений и исследований. Ежегодно Советом избирались деканы факультетов и через попечителя округа утверждались министром народного просвещения. Деканы с ректором университета образовывали Правление, которое являлось исполнительным органом университета. Низшей судебной инстанцией университетского суда являлся ректор, второй — Правление, третьей и высшей — Совет.
Связь университета с Министерством народного просвещения осуществлялась через попечителя учебного округа, который рассматривал решения, принятые Советом. Первым попечителем московского учебного округа был М. Н. Муравьёв. По его инициативе с 1804 года Московский университет стал обмениваться изданиями с Гёттингенским университетом.
Университет был разделён на четыре отделения (факультета): нравственных и политических наук, физико-математических наук, словесных наук, врачебных и медицинских наук. В каждом отделении проводились свои собрания, на которых составлялось расписание, проводились испытания желающих получить учёную степень, рассматривались хозяйственно-финансовые вопросы. 
Во время захвата Москвы Наполеоном в 1812 году здание университета очень сильно пострадало от пожара. Здание восстанавливали вплоть до 1819 года. В начале 1830-х годов было решено расширить территорию университета за счёт участков на другой стороне Большой Никитской улицы, где к 1833 году был возведён новый университетский (Аудиторный) корпус с центральным фасадом, выходящим на Моховую (ныне там факультет журналистики МГУ).

#### Университет в 1900—1917
Развитие университетской науки и преподавания в начале XX века сталкивалось с трудностями, которые были связаны с активизацией студенческого движения и политизацией университетской жизни. В 1900—1907 гг. Московский университет многократно был вынужден объявлять о прекращении занятий в связи со студенческими митингами и сходками. В то же время меры Министерства народного просвещения по обузданию студенческого движения, направленные на ограничение университетской автономии, вызывали негативную реакцию либерально настроенной части профессуры. В 1911 году конфликт между министром народного просвещения Л. А. Кассо и университетом вылился в так называемое «дело Кассо», приведшее к тому, что университет на шесть лет лишился 130 преподавателей, в том числе около 30 профессоров, чем был серьёзно подорван учебный процесс. В том числе этот процесс привёл к фатальным последствиям для физико-математического факультета, когда с уходом П. Н. Лебедева физическое направление остановилось в своём развитии на срок около 15 лет до прихода на кафедру Л. И. Мандельштама.

### Московский государственный университет

#### Московский университет 1917—1929
Революционные преобразования 1917—1921 гг. в сфере российского народного образования, начавшиеся в первые годы советской власти, напрямую затронули Московский университет, привели к полному изменению его структуры, преподавательского и студенческого состава.
Принятый курс на «демократизацию» и «пролетаризацию» высшей школы (был опубликован декрет о допущении в вузы и без экзаменов всех молодых людей старше 16 лет, какова бы ни была их подготовка) привёл к резкому увеличению числа студентов и, соответственно, снижению уровня преподавания. В соответствии с декретом СНК РСФСР «О правилах приёма в высшие учебные заведения» (07.08.1918), «каждое лицо, независимо от гражданства и пола, достигшее 16 лет, могло стать слушателем любого высшего учебного заведения без предоставления диплома, аттестата или свидетельства об окончании средней или какой-либо иной школы. За нарушение указанного постановления все ответственные лица подлежали суду Революционного трибунала». В ходе проведения общероссийского конкурса 1919 года своих мест в университете лишились многие профессора. Декретом СНК РСФСР в вузах отменялись учёные степени, а право на занятие кафедр предоставлялось всем лицам, «известным своими трудами или научно-педагогической деятельностью». Декрет «О некоторых изменениях в составе и устройстве государственных учебных и высших учебных заведений РСФСР» (10.10.1918) отменил разделение преподавательского состава вузов на профессоров ординарных, экстраординарных, заслуженных и приват-доцентов. Всем лицам, самостоятельно ведущим преподавание в вузах, присваивалось единое звание профессора. Профессора и преподаватели, имевшие на 1 октября 1918 года 10-летний стаж в звании профессора или преподавателя, выбывали из состава учебного заведения и могли быть вновь избраны на освобождённую ими кафедру лишь по всероссийскому конкурсу. В 1922 году ряд видных представителей университетской науки был выслан из России. В результате этих процессов профессорско-преподавательский контингент резко помолодел и значительно увеличился: так, на физико-математическом факультете вместо прежних 28 профессоров стало 107, в том числе первая в Московском университете женщина-профессор — М. В. Павлова.
В 1918 году началась структурная реорганизация Московского университета. Был упразднён юридический факультет университета. Вместо юридического факультета образован Факультет общественных наук (ФОН), открывшийся в 1919 году. В 1919—1921 гг. в два этапа произошло упразднение историко-филологического факультета, преподаватели которого также влились в ФОН.
В ноябре 1918 года созданы органы студенческого самоуправления: общее собрание студентов университета, собрания студентов факультетов, курсов и Совет студенческих старост.
В соответствии с Постановлением Наркомпроса «Об объединении московских высших учебных заведений» (01.09.1919), все факультеты общественных наук объединяются в факультеты общественных наук 1-го МГУ, соответствующим образом производится уплотнение, физико-математические и естественные факультеты объединяются в один факультет, медицинские факультеты московских университетов объединяются в один московский государственный медицинский институт, Советы трёх университетов также объединяются.
В октябре 1919 года был открыт новый рабочий факультет МГУ, обеспечивающий довузовскую подготовку рабочих и крестьян. В ноябре 1919 года создана комсомольская организация МГУ.
В соответствии с Постановлением Народного комиссариата просвещения (13.10.1920) «О временном Президиуме Московского государственного университета», был создан Временный президиум университета, состоящий из трёх представителей научных работников, трёх представителей студентов, одного представителя служащих университета, военкома и трёх представителей Наркомпроса. К ведению Президиума была отнесена как «учёно-учебная», так и административно-хозяйственная деятельность университета. Одновременно с учреждением Временного президиума был упразднён Совет университета. В начале 1921 года Временным президиумом была открыта первая партийная школа в МГУ, положившая начало организованной системе партийного просвещения. Временным президиумом было принято решение поместить портреты В. И. Ленина и К. Маркса в зале собраний Президиума, в кабинете ректора, в библиотеке и других помещениях МГУ и удалить из всех университетских учреждений иконы и портреты жертвователей, а также переименовать клиники и институты по имени учёных, имевших отношение к их учреждению.
В 1919—1920 гг. в состав университета вошли Высшие женские курсы (2-й МГУ) и университет А. Л. Шанявского (3-й МГУ).
14 апреля 1919 года был создан факультет общественных наук после того, как Наркомпрос принял решение о ликвидации всех юридических факультетов. Считалось, что преподавание юридических и экономических дисциплин, а также философии, богословия и истории было «насквозь пропитано ядом враждебной пролетариату идеологии». На ФОН возлагалась задача стать школой подготовки специалистов для советского государственного аппарата, учреждений культуры и различных отраслей народного хозяйства. В разработке программ и планов преподавания на факультете участвовали профессора В. П. Волгин, М. Н. Покровский, М. А. Рейснер.
5 октября 1920 года было издано Постановление Народного комиссариата просвещения «Положение о научных работниках университета», определявшее замещение преподавательских должностей через конкурс, организуемый Государственным учёным советом.
После окончания Гражданской войны (1922), пользуясь предоставленными возможностями, в МГУ хлынул огромный поток молодёжи, стремившейся получить образование. Если летом 1918 года в Московском университете обучались 8682 студента, в 1922 году их стало 21279.
В сентябре 1922 года после утверждения «Положения о высших учебных заведениях РСФСР» председатель Временного президиума снова стал называться ректором, а сам Президиум преобразован в Правление МГУ.
В 1922 году на физико-математическом факультете открылись 12 научно-исследовательских институтов: математики и механики, физики и кристаллографии, минералогии и петрографии, зоологии, географии, ботаники, морфологии, антропологии, геологии, химии, геодезии, почвоведения. Были пересмотрены учебные планы с увеличением в них роли практических занятий, увеличился круг спецкурсов.
1 мая 1927 года вышел первый номер общеуниверситетской газеты «Первый университет» (с октября 1930 года — «За пролетарские кадры», с ноября 1937 года — «Московский университет»).
В 1929 году был создан химический факультет МГУ.

#### Реорганизация МГУ 1929—1934
В период с 1928 по 1930 год (в период нахождения на посту ректора Московского университета И. Д. Удальцова) активно проводилась реорганизация системы университетского обучения и была предпринята попытка разукрупнения МГУ. В течение этого периода шёл демонтаж всех структур МГУ с целью полной ликвидации университета. Идейная подготовка к проведению этого демонтажа активно развернулась в декабре 1929 — январе 1930 года. В журнале «Красное студенчество» вышла статья Удальцова «175-летний старец», в которой университет оценивался как «форма, связанная с русским средневековьем», которая «уже отжила свой век» и «вступает в конфликт с жизнью». «Университет, разросшийся в чудовищно громоздкое учреждение, объединяющее в себе шесть разнородных факультетов, не может с нужной быстротой разрешать выдвигаемые жизнью вопросы. Университет не в состоянии приспособиться к условиям и темпам социалистического строительства. Университет отстаёт от жизни и в сущности он оказывается не двигателем, а тормозом развития науки… Мы считаем необходимым расчленение университета на его вполне самостоятельные составные части… Пора старику-университету на 175-летнем юбилее своей жизни — на покой. Около девяти тысяч студентов, две тысячи рабочих и служащих, полторы тысячи научных работников, 14 гектаров крыш на университетских зданиях и одиннадцать километров тротуаров вокруг них сами настаивают на своём разделении». Продолжая тему статьи Удальцова, газета «Первый университет» писала (10.01.1930): «превратим юбилей нашего вуза в коренную перестройку университетского образования», «наука ради науки — не наш лозунг». «Универсализм, стремление во что бы то ни стало охватить всё от кодекса Хамурапи до теории Дюги, от античной литературы до системы Менделеева — означает ничего не усвоить. И если вышестоящие организации, вроде Главпрофобра, до сих пор не удосужились поставить вопрос о закрытии „универсальных мастерских“, в которых выделываются дорогие, но ненужные вещички, то мы этот вопрос поставим сами и добъёмся его разрешения».
На заседании Правления университета под председательством Удальцова (25.12.1929) было решено разделить МГУ на отдельные вузы: Медицинский институт (путём слияния медицинских факультетов 1-го и 2-го МГУ), Институт общественных наук из трёх факультетов: советского права, историко-философской литературы и искусства, Институт исследовательского и опытного дела (на основе физико-математического факультета) из пяти факультетов: геологического, физико-математического, геофизического, опытного животноводства и растениеводства, физиологии и анатомии человека. В качестве отдельного института должен был выделиться химический факультет. В феврале 1930 года Удальцов подготовил записку в Наркомпрос, в которой главной трудностью называл выделение физико-математического факультета, после чего «дальнейшее расчленение потребует всего каких-либо 2—3 дней для разного рода формальностей, поскольку медицинский факультет в лице особой конторы клиник имеет у себя совершенно автономный административно-хозяйственный и финансовый аппарат». На реорганизованный физико-математический факультет Удальцов возлагал задачу подготовки «массовика-исследователя» для фабрично-заводских лабораторий и научно-исследовательских институтов, а также формирование преподавательских кадров для советских школ и вузов.
Для подготовки к выделению гуманитарного сектора из состава МГУ было принято решение о создании историко-философского факультета и факультета литературы и искусства вместо историко-этнологического факультета. Приказом Наркомпроса (22.04.1930) объявлено о выделении из состава МГУ химического факультета, медицинского факультета со всеми клиниками, клиническими больницами и вспомогательными научными учреждениями (на их базе был образован 1-й Медицинский институт).
В 1930 году медицинский факультет был выведен из состава МГУ и преобразован в самостоятельный вуз, получивший название 1-го Московского медицинского института (1-й ММИ), подчинённый Наркомздраву.
На основе физико-математического факультета были созданы геологоразведочное, минералогическое, геофизическое и гидрологическое отделения. Физико-математический факультет был разделён (21.08.1930) на физико-механический и биологический факультеты.
Своим приказом (20.05.1930) Удальцов объявил работу по преобразованию факультетов и отделений МГУ в другие вузы «ударной», но довести её до конца не успел.
30 июня 1930 года ректором МГУ был назначен В. Н. Касаткин, при котором процесс ускоренной ликвидации университета был приостановлен. Постановлением СНК РСФСР (13.07.1931) за университетами была сохранена задача подготовки научно-исследовательских кадров по естественнонаучным и физико-математическим специальностям.
На базе МГУ в 1931 году был создан Институт философии, литературы и истории. Из состава университета выделились химики, геологи, медики. Факультеты стали называться отделениями. Посещение лекций и семинарских занятий стало обязательным, был введён «бригадный» метод обучения, когда экзамены и зачёты сдавались коллективно — бригадами. Эти меры себя не оправдали, и уже к 1933 году в университете была восстановлена факультетская структура.

#### МГУ в 1934—1941 годах
В 1934 году в составе МГУ был восстановлен исторический факультет. В 1938 году созданы геолого-почвенный и географический факультеты, Институт почвоведения и Институт географии.
В 1939 году был принят новый Устав Московского университета, по которому создавались учёный совет университета во главе с ректором и учёные советы факультетов во главе с деканами, регламентировалась деятельность кафедр.
В мае 1940 года университет торжественно отметил своё 185-летие и 175-летие со дня смерти М. В. Ломоносова, чьё имя университет стал носить с этого года. В ознаменование 185-летнего юбилея указом Верховного совета СССР МГУ был награждён орденом Ленина (07.05.1940).
Накануне Великой Отечественной войны Московский университет в своём составе имел семь факультетов: химический, физический, механико-математический, биологический, геолого-почвенный, географический и исторический. В МГУ было 75 кафедр, 11 научно-исследовательских институтов (математики, механики, физики, химии, географии, почвоведения, зоологии, ботаники, антропологии, морфогенеза, астрономии), 66 исследовательских и учебных лабораторий, две обсерватории, Ботанический сад, четыре музея, биологические станции в Звенигороде и на Белом море. Научная библиотека имени A. М. Горького насчитывала около миллиона томов.
Весной 1941 года все группы МПВО приняли участие в сооружении бомбоубежищ. Они должны были быть полностью готовы к 1 июня 1941 года. Коллектив университета с этой задачей справился успешно.

#### МГУ в годы Великой Отечественной войны (1941—1945)

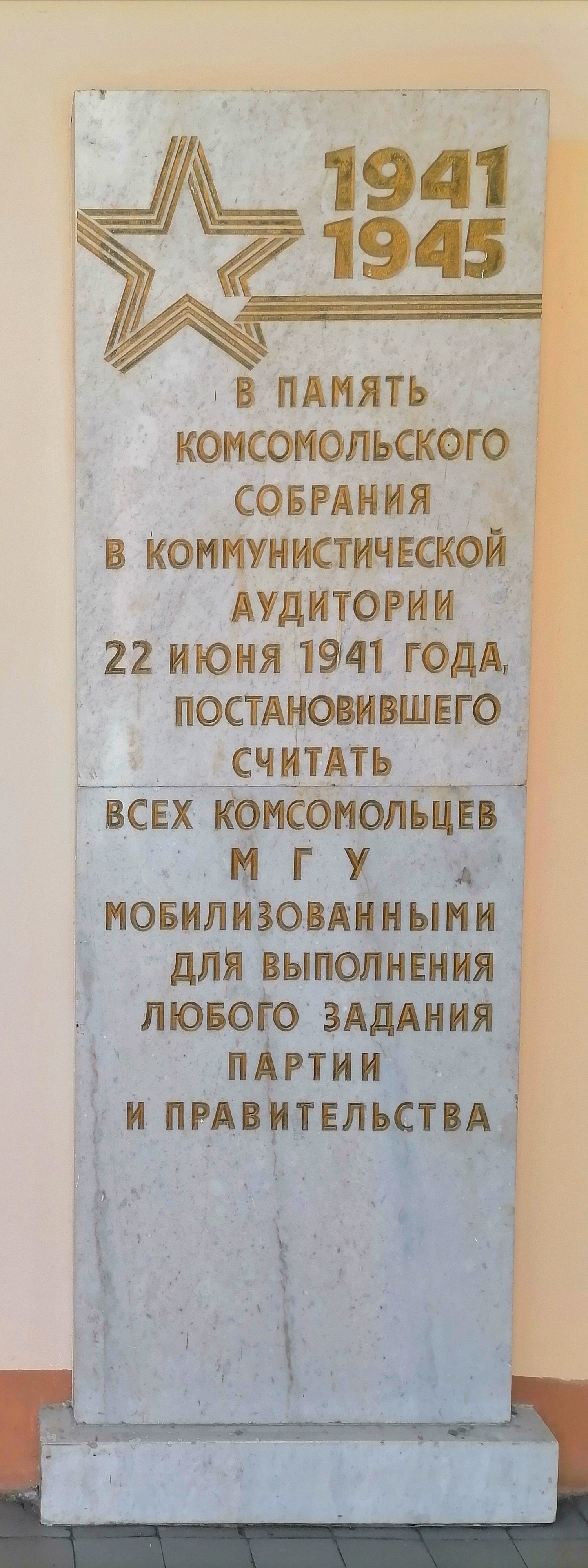
Мемориальная доска в аудиторном корпусе МГУ на Моховой

Около двух тысяч студентов в первые же дни войны ушли на фронт. Три тысячи студентов были мобилизованы на строительство оборонительных рубежей. Несколько тысяч студентов в начале войны были мобилизованы для работы на оборонных заводах, сбора урожая в колхозах и совхозах, строительстве московского метрополитена. Сотни студентов и сотрудников МГУ вступили в ополченческие формирования, обеспечивавшие строительство оборонительных сооружений на дальних подступах к Москве. Добровольцами МГУ была укомплектована 8-я (Краснопресненская) стрелковая дивизия народного ополчения. Сотни студентов и сотрудников университета записались добровольцами и ушли на фронт. Особую известность приобрели героические действия легендарного женского ночного авиационного полка, названного немцами «Ночные ведьмы», куда вошли студентки различных факультетов МГУ, многие из которых получили за участие в боевых действиях звание героя Советского Союза.
В конце 1941 года была осуществлена частичная эвакуация МГУ (фонды, профессора, сотрудники и студенты) в Ашхабад. В первые годы войны университет был разделён на две части. Бо́льшая часть университета была в эвакуации. В Москве остаётся меньшая часть, которая продолжает обучение и осуществляет охрану и защиту университетских зданий и фондов. Занятия в Московском университете были возобновлены в феврале 1942 года. Базой для работы МГУ в Средней Азии стал Туркменский педагогический институт. Часть его сотрудников и студентов была зачислена на соответствующие подразделения МГУ.
В июле—августе 1942 года МГУ переехал из Ашхабада в Свердловск. В течение 1942/43 учебного года в МГУ было создано 45 новых кафедр, в том числе физики низких температур, физики моря, сейсмологии, кинетики химических процессов, географии северных стран, геофизических методов разведки газовых месторождений, славянской филологии, арабской и иранской филологии.
В мае 1943 года состоялась реэвакуация университета из Свердловска в Москву. Личный состав университета и оборудование в двух эшелонах были отправлены из Свердловска. В составе первого эшелона — биологический, геолого-почвенный, географический, механико-математический, химический факультеты, фундаментальная библиотека; в составе второго — физический, исторический, филологический, философский, экономический факультеты, Институт психологии, военная кафедра и ректорат. Реэвакуация в столицу прошла организованно, продолжалась две недели и была завершена 10 июня 1943 года.
Общее руководство переездом университета из Ашхабада в Свердловск и реэвакуацией из Свердловска в Москву осуществляла Р. С. Землячка.
В сентябре 1943 года в университетские аудитории пришли первокурсники, в основном девушки. Из 1325 вновь принятых студентов юноши составляли немногим более ста человек. Наибольший приток отмечался на гуманитарных факультетах, особенно на филологическом и историческом. Новое пополнение представляло собой в основном молодёжь в возрасте 17—20 лет. Качественно вырос преподавательский состав. К концу 1943 года в МГУ насчитывалась почти тысяча профессоров и преподавателей, среди них — 85 академиков и членов-корреспондентов Академии наук, 44 лауреата Государственной премии, 18 заслуженных деятелей науки.
В 1944 году активизировалась научная работа в университете: план научных исследований МГУ охватывал 1152 темы. Всего за этот год было подготовлено 138 диссертаций. В мае 1944 года была построена аэродинамическая лаборатория и жилой дом для профессоров и преподавателей. Университет получил много нового научного и учебного оборудования. К осени 1944 года был полностью восстановлен аудиторный корпус. Для ознакомления научной общественности с достижениями учёных университета в апреле 1944 года были организованы Ломоносовские чтения, ставшие затем значимой традицией МГУ. Крупные ассигнования получила университетская библиотека для пополнения своих фондов. Началось регулярное издание учёных записок и научных трудов. Были установлены две ежегодные премии имени М. В. Ломоносова за лучшие научные работы (1944). В 1944/45 учебном году в МГУ были созданы 22 новые кафедры.
На протяжении 1944—1947 годов почти все бывшие студенты-фронтовики вернулись в МГУ и закончили его. В последний год войны в университете училось на дневном отделении 4805 студентов и 358 аспирантов, на заочном — 1400 студентов и 50 аспирантов.
В 1945 году все факультеты МГУ были переведены на пятилетний срок обучения. За четыре военных года Московский университет выпустил более трёх
тысяч специалистов. Почти треть из них была направлена на предприятия оборонной промышленности и в здравоохранение.

#### МГУ после 1945 года
После войны гуманитарные факультеты вернулись в состав МГУ, были созданы Институт ядерной физики, физико-технический факультет (преобразованный в Московский физико-технический институт в 1951 г.), Крымская учебно-научная база, факультет международных отношений (в 1944 г. преобразован в Институт международных отношений МИД СССР, в настоящее время МГИМО — Университет МИД России), отделение стран Востока на историческом и филологическом факультетах (ныне — Институт стран Азии и Африки). Была капитально отремонтирована Научная библиотека, здание которой пострадало от немецкой бомбы в 1941 году. Впервые в 1944 году проведены Ломоносовские чтения, ставшие традиционными, учреждена Ломоносовская премия за научные достижения. В 1946 году Совет университета принял решение о пятилетнем сроке обучения на всех факультетах.
Биологический факультет реорганизован в биолого-почвенный (1948), началось строительство агробиологической станции в Чашникове под Москвой (1949). Был создан геологический факультет (1949).
В 1949—1953 гг. был проведён первый этап строительства нового комплекса университетских зданий на Ленинских (Воробьёвых) горах. Центром комплекса стало высотное здание МГУ.
В 1951 году создан Музей землеведения МГУ.
В МГУ создаются новые факультеты:
- журналистики (1952);
- подготовительный факультет для иностранных учащихся (1954);
- Институт восточных языков (сейчас — ИСАА) (1956);
- НИИ механики (1959);
- факультет психологии (1966)[74].

6 мая 1955 года МГУ награждён орденом Трудового Красного Знамени «в связи с 200-летним юбилеем и отмечая роль университета в области развития науки, культуры и в подготовке квалифицированных кадров».
В 1957 году при участии МГУ был открыт Объединённый институт ядерных исследований в Дубне.
В 1963 году создана физико-математическая школа-интернат.
В 1971 году университету был передан только что построенный многофункциональный комплекс-общежитие на улице Шверника, получивший название ДАС (Дом аспиранта и стажёра). Новые здания разгрузили общежитие в Доме студента в главном здании МГУ. В комплексе имелся бассейн — второй в МГУ.
В 1973 году в результате разделения биолого-почвенного факультета созданы два новых факультета — биологический и почвоведения.
В 1976 году построено новое высотное университетское общежитие на 2400 мест на проспекте Вернадского.
22 января 1980 года МГУ награждён орденом Октябрьской Революции.
В 1993 году был принят новый устав Московского университета.
В 1995 году совместно с Нобелевским лауреатом И. Р. Пригожиным в МГУ был создан Институт математических исследований сложных систем (ИМИСС).
В 2023 году в составе ИМИСС организована лаборатория инженерии знаний под руководством академика А. Л. Семенова. В задачи лаборатории входит организация и координация деятельности научно-образовательного сообщества Московского университета по участию в системах коллективной работы со знанием: «Портал Большая российская энциклопедия» и «Ковчег знаний МГУ».
В 1998 году была принята новая редакция устава Московского университета.
В 1992—2017 гг. в МГУ создано более тридцати новых факультетов и институтов. Открыты филиалы в Севастополе (1999), Астане (2001), Ташкенте (2006), Баку (2008), Душанбе (2009), Ереване (2015), Копере.
Открыт Музей истории Московского университета (2005).
Удвоен кампус университета: на новой территории построены Интеллектуальный центр — Фундаментальная библиотека (2005), Шуваловский (2007) и Ломоносовский (2012) корпуса, комплекс зданий Медицинского научно-образовательного центра (2008—2014), студенческое общежитие на 2700 мест, Университетская гимназия (2016). Запущены шесть спутников, созданных специалистами МГУ. Создан самый мощный в стране суперкомпьютерный комплекс. Число обучающихся в МГУ увеличилось до 60 тыс. человек. Идёт работа над созданием Университетского научно-технологического центра (поначалу его пытались называть «долиной»). Особый статус Московского университета закреплён законодательно: МГУ работает по самостоятельно устанавливаемым образовательным стандартам и выдаёт собственные дипломы о высшем образовании, ему предоставлено право самостоятельно присуждать учёные степени кандидата и доктора наук.
Постановлением Правительства РФ от 28 марта 2019 года № 332 был создан Инновационный научно-технологический центр МГУ «Воробьёвы горы». В «долине МГУ» (территория, зарезервированная для нужд МГУ в 1950-е годы в районе Раменки) было запланировано построить девять кластеров для фундаментальных и научно-прикладных исследований и для размещения компаний, занимающиеся научно-технологической и внедренческой деятельностью. В конце января 2021 года началось строительство первого кластера — «Ломоносов», а в середине июля 2021 года ещё двух — «Образовательного» и «Междисциплинарного». 25 января 2023 года состоялась церемония открытия кластера «Ломоносов», в июле 2023 года открылся кластер «Образовательный».
28 декабря 2024 года коллектив Московского государственного университета имени М. В. Ломоносова был награждён орденом «За доблестный труд» За большой вклад в подготовку высококвалифицированных специалистов, развитие отечественной науки и образования.

#### Руководители МГУ после 1917
Ректоры
- 1917—1919 — Мензбир, Михаил Александрович
- 1919 — Гулевич, Владимир Сергеевич
- 1919—1920 — Новиков, Михаил Михайлович

Председатели Временного Президиума
- 1920—1921 — Боголепов, Дмитрий Петрович
- 1921 — Волгин, Вячеслав Петрович

Ректоры
- 1921—1925 — Волгин, Вячеслав Петрович
- 1925—1928 — Вышинский, Андрей Януарьевич
- 1928—1929 — Удальцов, Иван Дмитриевич (и. о.)

Директора
- 1929—1930 — Удальцов, Иван Дмитриевич
- 1930—1934 — Касаткин, Василий Николаевич
- 1934 — Кадек, Матвей Георгиевич (и. о.)
- 1934—1939 — Бутягин, Алексей Сергеевич

Ректоры
- 1939—1941 — Бутягин, Алексей Сергеевич
- 1941—1942 — Орлов, Борис Павлович (и. о. — московская часть)
- 1941—1942 — Филатов, Михаил Михайлович (и. о. — ашхабадская часть)
- 1943 — Галкин, Илья Саввич (и. о. — ашхабадская, свердловская часть)
- 1943 — Бутягин, Алексей Сергеевич
- 1943—1947 — Галкин, Илья Саввич
- 1948—1951 — Несмеянов, Александр Николаевич
- 1951—1973 — Петровский, Иван Георгиевич
- 1973—1977 — Хохлов, Рем Викторович
- 1977—1992 — Логунов, Анатолий Алексеевич
- c 1992 — Садовничий, Виктор Антонович

## Современный МГУ

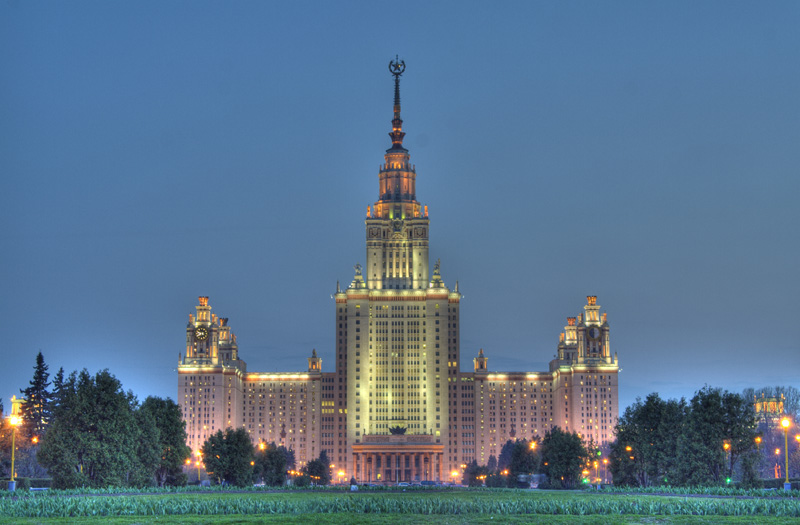
Главное здание МГУ

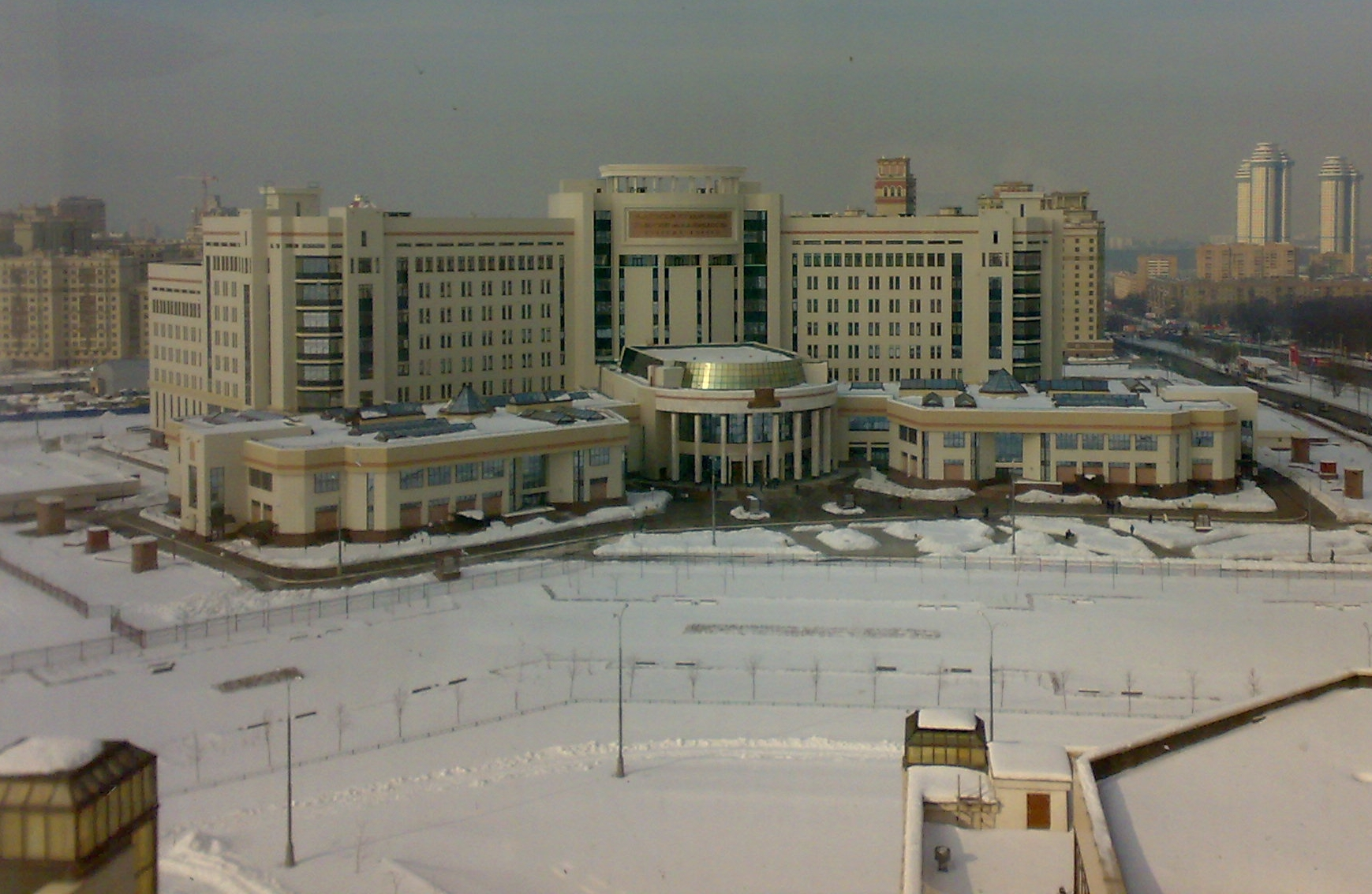
Шуваловский корпус МГУ

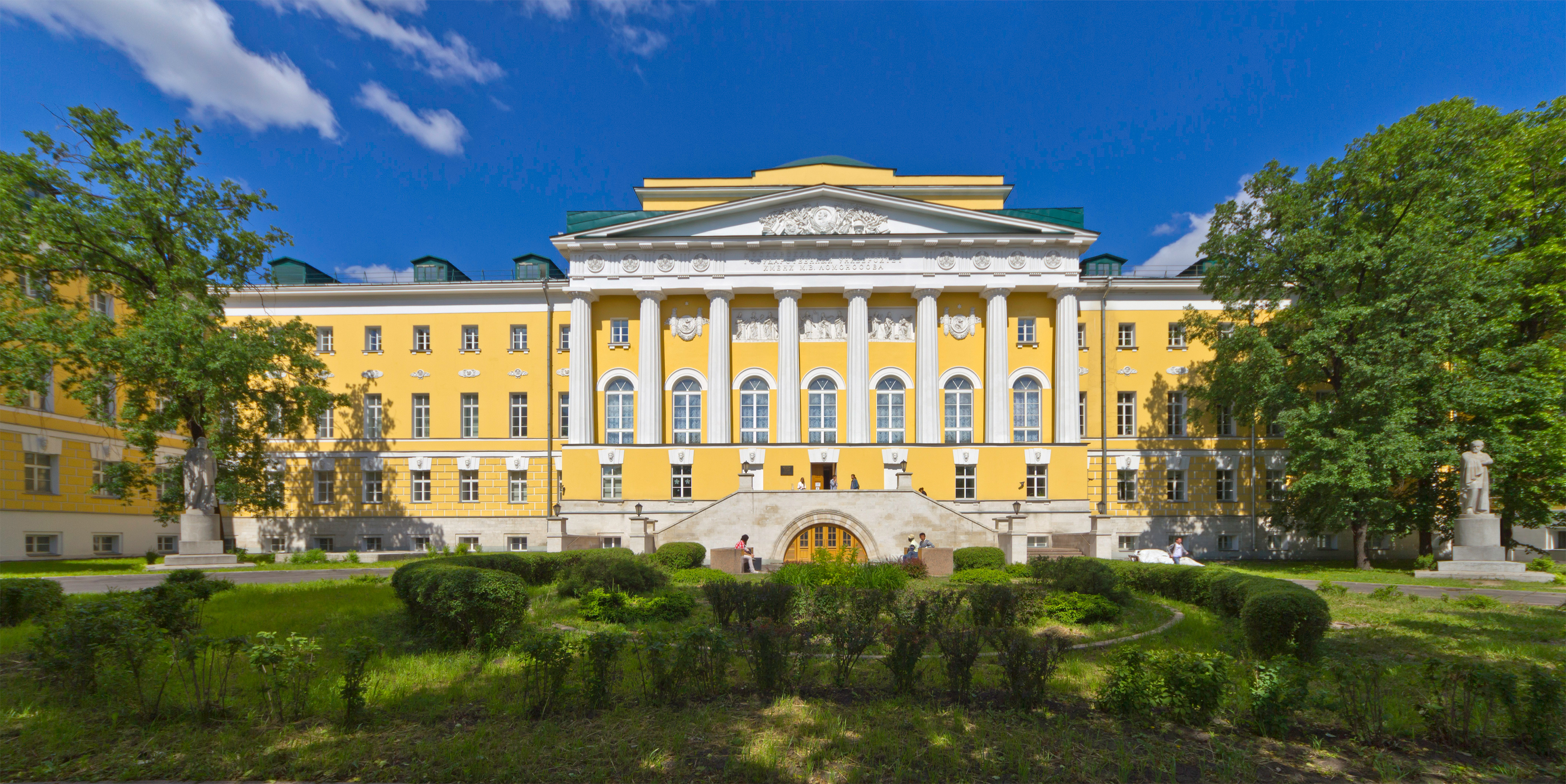
Здание МГУ на Моховой

В 2023 году МГУ занимал 2 место в списке крупнейших университетов России и 4 место в России по количеству иностранных студентов, по данным Мониторинга Министерства науки и высшего образования РФ в университете в 2023 году обучались 39 282 и 5 403 чел соответственно.
Общая численность профессорско-преподавательского состава 4 940 человек, из них 79,45 % имеют учёную степень. Около 5 тыс. учёных работают в научно-исследовательских институтах вуза и связанных с ними учреждениях.
В структуру МГУ входит 8 высших школ и более 30 факультетов.
Университет имеет в своём распоряжении более 600 зданий и сооружений, включая Главное здание на Воробьёвых горах. Их общая площадь составила около 1 млн м². Кроме образовательных площадок и общежитий, университет имеет собственный ботанический сад, несколько музеев, театр, альп-клуб и даже яхт-клуб.
Только в Москве территория, занимаемая МГУ, составляет 205,7 га. Новая территория университета, выделенная правительством Москвы и составляющая 120 га, начиная с 2003 года активно застраивается. В 2005 году было построено здание Интеллектуального центра — Фундаментальной библиотеки. 1 сентября 2007 года мэр Москвы Ю. М. Лужков и ректор МГУ В. А. Садовничий торжественно открыли сразу два крупных и значимых для университета здания. Был открыт Первый учебный корпус МГУ на Ломоносовском проспекте, в который переехали три факультета: исторический, философский и факультет государственного управления. Выделенный из философского факультета в 2008 году факультет политологии также расположился в 1-м учебном корпусе. Также было открыто два корпуса Медицинского центра, состоящего в общей сложности из пяти зданий, в которых разместятся поликлиника, клиника со стационаром на 300 мест, аналитический и диагностический центры, а также учебный корпус факультета фундаментальной медицины. 23 января 2009 года состоялась торжественная церемония открытия первой очереди 3-го гуманитарного корпуса, в котором в ближайшее время будет размещён экономический факультет. В 2013 году завершено строительство 4-го гуманитарного корпуса для юридического факультета. 25 января 2010 года состоялась закладка нового, 2-го учебного корпуса, который должен стать зеркальным отражением 1-го. Открытие планируется на 2012 год. В перспективе на новой территории университета должен вырасти городок, включающий в себя четыре учебных корпуса, расположенных полукольцом вокруг Фундаментальной библиотеки, несколько лабораторных и научно-исследовательских корпусов, расположенных вторым полукольцом за учебными корпусами, общежития на 6 тысяч человек за вторым полукольцом и стадион на 15 тысяч мест. Также создан крупный подземный пешеходный переход под Ломоносовским проспектом, соединивший старую и новую территории.
С 2011 года в связи с активным строительством и вводом в эксплуатацию новых корпусов на новой территории согласно приказу Ректора МГУ первый учебный корпус МГУ на новой территории следует именовать «Шуваловским», а для корпуса, который был сдан в 2012 году и стал зеркальным отражением существующего, следует использовать название «Ломоносовский». Строительство на новой территории стало возможным благодаря активному сотрудничеству университета с правительством Москвы и ЗАО «Интеко». Правительство Москвы передало университету в бессрочную и безвозмездную аренду участок земли в 120 га, на котором помимо университетских зданий возводятся всё той же фирмой «Интеко» два жилых района: «Шуваловский» и «Доминион». Университет получает долю в этих районах: 30 % жилой площади и 15 % автостоянок. Разработку же самого проекта строительства нового комплекса зданий МГУ осуществил Научно-исследовательский и проектно-изыскательский институт экологии города (НИиПИ ЭГ).
Работают филиалы в Астане (Казахстан), Баку (Азербайджан), Душанбе (Таджикистан), Ереване (Армения), Севастополе и Ташкенте (Узбекистан). В 1988—1995 годах функционировал филиал в Ульяновске, преобразованный в 1995 году в Ульяновский государственный университет. В 1997—2013 годах функционировал филиал в Пущино, закрытый после признания его неэффективным в ходе мониторинга государственных вузов в 2012 году.
При университете действуют:
- Научная библиотека МГУ — одна из крупнейших библиотек России, в которой представлен весь спектр литературы различных областей человеческих знаний на русском и на иностранных языках.
- Специализированный учебно-научный центр МГУ (СУНЦ МГУ) — школа-интернат, основанная в 1963 году при участии А. Н. Колмогорова и ряда других крупных учёных; одно из самых престижных средних учебных заведений страны.
- Студенческий театр МГУ
- Научно-исследовательский зоологический музей
- Гербарий МГУ
- Творческий клуб «Золотые Леса»
- Альпклуб МГУ имени Р. В. Хохлова
- СКИФ МГУ — мощнейший в СНГ суперкомпьютер.
- Научно-учебный музей землеведения
- Музей истории Московского университета
- Архив МГУ
- Ботанический сад МГУ — старейшее научное ботаническое учреждение России.
- Вестник МГУ — периодические издания разных факультетов МГУ.
- Яхт-клуб МГУ
- Дружина охраны природы имени В. Н. Тихомирова биологического факультета МГУ
- Добровольные студенческие пожарные дружины МГУ

### Изменение статуса МГУ
11 ноября 2009 года президент России Дмитрий Медведев подписал закон, регулирующий деятельность двух ведущих вузов России — МГУ и СПбГУ. Согласно закону, МГУ и СПбГУ получили право выдавать своим выпускникам дипломы собственного образца с гербовой печатью Российской Федерации, заверять свои дипломы печатью с официальной символикой Российской Федерации. Закон отменил выборность ректора МГУ, вместо этого ректора назначает Президент Российской Федерации. Срок полномочий руководителя вуза — пять лет. При этом президент России получил полномочия переназначать на новый срок либо досрочно освобождать ректора от занимаемой должности. Президент также может дважды продлевать полномочия ректора на новый срок по достижении руководителем университета предельного возраста, установленного для этой должности. Устав МГУ утверждается правительством РФ. Автономный статус университета и выборность его ректора (с перерывами) сохранялись на протяжении более чем двух веков, с 1804 года. В 2011 году распоряжением Правительства Российской Федерации № 1464-р от 18 августа 2011 года все подразделения, имевшие статус юридических лиц (среди них крупные факультеты и институты) и входившие в состав единого юридического лица — МГУ, были присоединены к МГУ, что упорядочило юридический статус университета.

## Репутация и рейтинги
| Глобальные рейтинги               | 2023 | 2022 | 2021 | 2020 | 2019 | 2018 | 2017 | 2016 | 2015 |
| --------------------------------- | ---- | ---- | ---- | ---- | ---- | ---- | ---- | ---- | ---- |
| ShanghaiRanking’s ARWU            |      |      | 97   | 93   | 87   | 86   | 93   | 87   | 86   |
| QS World University Rankings      | 75   | 78   | 74   | 84   | 90   | 95   | 108  | 108  | 114  |
| «Три миссии университета»         | -    | 18   | 19   | 21   | 22   | 23   | 25   | -    | -    |
| Региональные рейтинги             | 2023 | 2022 | 2021 | 2020 | 2019 | 2018 | 2017 | 2016 | 2015 |
| QS University Rankings: BRICS     |      |      |      |      | 6    | 5    | 7    | 4    | 3    |
| QS Emerging Europe & Central Asia |      | 1    | 1    | 1    | 1    | 1    | 1    | 1    | -    |
| Российские рейтинги               | 2023 | 2022 | 2021 | 2020 | 2019 | 2018 | 2017 | 2016 | 2015 |
| «Интерфакс»                       |      | 1    | 1    | 1    | 1    | 1    | 1    | 1    | 1    |
| RAEX                              | -    | 1    | 1    | 1    | 1    | 1    |      |      |      |

По состоянию на 2013 год занимает 79-е место в «шанхайском» академическом рейтинге университетов мира, хотя по математическим наукам в том же рейтинге — 36 место. В рейтинге QS World University Rankings по состоянию на 2014 год МГУ занимает 108-е место.
Среди возможных причин низкого рейтинга — невысокая цитируемость научных текстов на русском языке и бюрократия. В 2012 году МГУ уступил место в рейтинге ста лучших вузов учебным заведениям Бразилии, Турции, Азии и Израиля.
В 2014 году МГУ стал единственным университетом в СНГ, которому агентство «Эксперт РА» присвоило рейтинговый класс «А», означающий «исключительно высокий» уровень подготовки выпускников.
На 2017 год в международном рейтинге QS World University Rankings 2017/2018, ежегодно составляемого компанией QS, «200 лучших университетов мира 2017» МГУ занял 95 позицию, поднявшись на 13 позиций относительно 2016 года.
В дебютном рейтинге «Три миссии университета» 2017 года МГУ занимал 25-е место, в рейтинге 2022 года — 21 место.
На 2018 год в Национальном рейтинге университетов занимает первое место.
В 2018 году поднялся на семь позиций в рейтинге университетов Academic Ranking of World Universities (ARWU) и занимает 86 место.
В рейтинге Best Global Universities занимает 275 место в мире и первое место среди университетов России.
В 2018 году МГУ занял общее 199 место в рейтинге Times Higher Education World University Rankings лучших университетов мира и 33 место в аналогичном репутационном рейтинге в 2017 году.
В 2019 году МГУ вошёл в ТОП-50 рейтинга лучших университетов мира (QS World University Rankings by Subject 2019), опубликованного британской компанией Quacquarelli Symonds (QS), сразу по пяти предметам — лингвистике (21-е место), физике и астрономии (26-е место), современным языкам (33-е место), математике (34-е место) и компьютерным наукам (48-е место).
В 2022 году МГУ занял 5 место в рейтинге лучших российских вузов по востребованности студентов по версии HeadHunter.

## Научная деятельность

### Система ИСТИНА
Сотрудниками лаборатории 404 НИИ механики, механико-математического факультета, Института математических исследований сложных систем МГУ имени М. В. Ломоносова с целью «сбора и систематизации, хранения и анализа наукометрической информации в вузах и научных организациях для подготовки и принятия управленческих решений» осуществляется разработка и воплощение в жизнь наукометрического проекта «ИСТИНА» (Интеллектуальная Система Тематического Исследования Наукометрических данных). В систему ИСТИНА заносятся основные биографические сведения о всех сотрудниках МГУ, а также их научные публикации, доклады, объём учебной нагрузки и т. п. сведения. В зависимости от значимости каждого элемента из упомянутых позиций по специальной открытой формуле вычисляется квалификационный балл сотрудника за последние 5 лет. Для каждого самостоятельного подразделения МГУ или факультета по статистическому распределению баллов его сотрудников и в зависимости от занимаемой должности вычисляется медиана и квартили. Сравнение балла сотрудника с этими тремя показателями является решающим для очередной его переаттестации на 3 или 5 лет.
Научным руководителем проекта выступает В. А. Садовничий, ответственный исполнитель и руководитель работ — В. А. Васенин.

## Учебный процесс
В соответствии с Федеральным законом от 10.11.2009 г. № 259-ФЗ Московский государственный университет имени М. В. Ломоносова получил право реализовывать образовательные программы высшего образования, разработанные на основе самостоятельно устанавливаемых МГУ образовательных стандартов. Также в соответствии с данным законом МГУ получил право выдачи лицам, завершившим обучение по реализуемым университетом образовательным программам документы об образовании с официальной символикой Российской Федерации, которые заверяются печатью соответственно Московского государственного университета, формы которых утверждаются самим университетом. Документы об образовании, выдаваемые МГУ, дают по закону их обладателям права, аналогичные правам, предусмотренным для обладателей документов об образовании, выдаваемых государственными университетами РФ.
Начиная с 2011 года в МГУ введено обучение по интегрированной шестилетней программе, основными формами подготовки в МГУ стали обучение на специалиста, магистра и бакалавра. При этом специалисты готовится по шестилетней программе. Программа МГУ отличается от программ других российских высших учебных заведений, перешедших в 2011 году на обучение в соответствии с принципами Болонской конвенции, которая подразумевает разделение на подготовку бакалавра и магистра. Бакалавра в российских вузах готовят четыре года, магистра — два. Специалисты оценили эти решения МГУ неоднозначно. Средняя стоимость платного обучения в МГУ составляет 7500 евро в год .
В рамках новой программы развития МГУ (2020—2030) планируется создание семи научно-образовательных школ, объединяющих группы учёных разных факультетов:
- Космос;
- Сохранение мирового культурно-исторического наследия;
- Мозг, когнитивные системы, искусственный интеллект;
- Математические методы анализа сложных систем;
- Молекулярные технологии живых систем и синтетическая биология;
- Фотонные и квантовые технологии. Цифровая медицина;
- Будущее планеты: глобальный экологический мониторинг.

Научные школы должны начать подготовку кадров и ведение научных исследований с 2021 года.

### Межфакультетские курсы
Межфакультетский учебный курс МГУ (МФК МГУ)  — семестровый курс лекций, читаемый преподавателями Московского университета, являющимися специалистами в своей области. Задачей курсов является описание взаимосвязи различных областей знаний: науки, искусства, политики, культуры, общественных и социальных процессов. Для чтения некоторых лекций приглашаются ведущие отечественные и зарубежные учёные, не являющиеся сотрудниками университета. Освоение МФК является неотъемлемым элементом обучения студентов МГУ и прохождение его обязательно. Информация о пройденных студентом МФК вносится в приложение к диплому.

## Факультеты

### с 1755 года
- Философский факультет (1755)
- Юридический факультет (1755)
- Медицинский факультет (1755)

### 1929—1941 годы
- Химический факультет (1929)
- Биологический факультет (1930)
- Механико-математический факультет (1933)
- Физический факультет (1933)
- Исторический факультет (1934)
- Геологический факультет (1938)
- Географический факультет (1938)
- Филологический факультет (1941)
- Экономический факультет (1941)

### 1952—1973 годы
- Факультет журналистики (1952)
- Институт стран Азии и Африки (ИСАА) (1956)
- Факультет психологии (1966)
- Факультет вычислительной математики и кибернетики (ВМК, ВМиК) (1970)
- Факультет почвоведения (1973)

### 1988—1995 годы
- Факультет иностранных языков и регионоведения (ФИЯР) (1988)
- Социологический факультет (1989)
- Факультет наук о материалах (ФНМ) (1991)
- Факультет фундаментальной медицины (ФФМ) (1992)
- Факультет государственного управления (ФГУ) (1993)
- Факультет военного обучения (1995)

### после 1997 года
- Факультет педагогического образования (ФПО) (1997)
- Факультет искусств (2001)
- Факультет биоинженерии и биоинформатики (ФББ) (2002)
- Факультет мировой политики (ФМП) (2003)
- Факультет глобальных процессов (ФГП)[112] (2005)
- Факультет политологии (2008)
- Факультет фундаментальной физико-химической инженерии (ФФФХИ) (2011)
- Биотехнологический факультет[113] (2013)
- Факультет космических исследований МГУ (ФКИ) (2017)

## Высшие школы
Высшая школа бизнеса
Высшая школа бизнеса МГУ (ВШБ МГУ) — факультет Московского государственного университета, осуществляющий подготовку бакалавров, магистров, MBA и Executive MBA по направлению «Менеджмент». Факультет основан в 2001 году. На факультете обучается около 600 студентов. Декан — профессор О. С. Виханский.
Московская школа экономики
Московская школа экономики (МШЭ МГУ) — факультет Московского государственного университета, осуществляющий подготовку выпускников бакалавриата по направлению «Экономика», и магистров по направлениям «Экономическая теория и проблемы современной России» и «Экономическая и финансовая стратегия». Факультет основан в 2004 году. Декан — академик РАН, профессор А. Д. Некипелов.
 Высшая школа государственного администрирования
Высшая школа государственного администрирования МГУ (ВШГА МГУ) — факультет Московского государственного университета, осуществляющий подготовку квалифицированных кадров для государственной службы. Факультет основан в 2005 году. Директор — академик РАН, профессор В. Л. Макаров.
 Высшая школа перевода
Высшая школа перевода МГУ (ВШП МГУ) — факультет Московского государственного университета, осуществляющий подготовку переводчиков-профессионалов, владеющих современными переводческими технологиями. Факультет основан в 2005 году. Декан — профессор Николай Константинович Гарбовский.
Высшая школа государственного аудита
Высшая школа государственного аудита МГУ (ВШГА МГУ) — факультет Московского государственного университета, осуществляющий подготовку специалистов для работы в бюджетно-финансовой сфере, в системе финансового контроля федерального, регионального и местного уровня, в подразделениях внутреннего аудита государственных учреждений и корпораций, в аудиторских организациях. Факультет основан в 2006 году. Декан — профессор С. М. Шахрай.
 Высшая школа телевидения
Высшая школа телевидения МГУ (ВШТ МГУ) — факультет Московского государственного университета, осуществляющий подготовку специалистов, связанных с телевидением и журналистикой (телерепортёров, ведущих эфира, телепродюсеров, кинопродюсеров, режиссёров ТВ и кино, сценаристов, редакторов ТВ-программ, фотожурналистов, телекритиков). Факультет основан в 2006 году. Декан — профессор В. Т. Третьяков.
 Высшая школа современных социальных наук
Высшая школа современных социальных наук МГУ (ВШССН МГУ) — факультет Московского государственного университета, осуществляющий подготовку специалистов по современным социальным наукам — социологии и социологии знания, экономике знания, социальному управлению и социальному контролю, социальной философии и культурологии. Факультет основан в 2006 году. Директор — академик РАН, профессор Г. В. Осипов, научный руководитель — член-корреспондент РАН, профессор В. Л. Шульц.
 Высшая школа управления и инноваций
Высшая школа управления и инноваций МГУ — факультет Московского государственного университета, осуществляющий подготовку конструкторов, технологов, организаторов производства, менеджеров по управлению наукоёмкими и инновационными проектами. Факультет основан в 2006 году. И. о. декана — В. В. Печковская.
 Высшая школа инновационного бизнеса ;
Высшая школа инновационного бизнеса МГУ — факультет Московского государственного университета, осуществляющий подготовку специалистов в области новых технологий поиска, оценки, добычи и переработки углеводородного сырья, рационального природопользования и управления природными ресурсами. Факультет основан в 2006 году. Декан — профессор Д. Г. Кощуг.
 Высшая школа культурной политики и управления в гуманитарной сфере
Высшая школа культурной политики и управления в гуманитарной сфере МГУ (ВШКПиУГС) — факультет Московского государственного университета, осуществляющий подготовку выпускников по специальностям менеджеров, продюсеров и руководителей в сфере культуры, искусства и спорта. Факультет основан в 2011 году. Декан — профессор Е. В. Халипова. Научный руководитель — профессор М. Е. Швыдкой.

## Отделения
Подготовительное отделение
Подготовительное отделение МГУ (1969—2018) — структурное подразделение Московского государственного университета, созданное в 1969 году для повышения общеобразовательного уровня молодёжи, нуждающейся в социальной защите и государственной помощи при подготовке к поступлению в университет.
Специализированный учебно-научный центр
Специализированный учебно-научный центр МГУ (СУНЦ МГУ) — учебно-образовательное учреждение при Московском государственном университете, образованное в 1988 году на базе школы-интерната имени А. Н. Колмогорова, созданной в 1963 году. СУНЦ обеспечивает получение последней ступени среднего образования (10-е и 11-е классы).
Университетская гимназия
Университетская гимназия (УГ МГУ) — школа-интернат, структурное подразделение Московского государственного университета, открытое 1 сентября 2016 года. Обучение в гимназии проводится по 5 профилям: математическому, инженерному, естественнонаучному, гуманитарному и социально-экономическому.
Французский университетский колледж
Французский университетский колледж — государственное высшее учебное заведение, основанное в 1991 при МГУ. Двухлетний курс обучения в колледже даёт возможность получения двойного диплома, признаваемого во Франции, эквивалентного окончанию одного года магистратуры в области одной из следующих гуманитарных наук: право, история, социология, литература и философия.
В 2016 году Французский университетский колледж в Москве отметил 25-летие.

## Институты
- Научно-исследовательский институт ядерной физики имени Д. В. Скобельцына
- Институт механики
- Государственный астрономический институт имени П. К. Штернберга
- Научно-исследовательский институт физико-химической биологии имени А. Н. Белозерского
- Научно-исследовательский вычислительный центр
- Институт теоретических проблем микромира имени H. Н. Боголюбова
- Институт математических исследований сложных систем
- Научно-исследовательский институт и музей антропологии имени Д. Н. Анучина
- Институт экологического почвоведения
- Институт мировой культуры
- Русско-германский институт науки и культуры
- Институт проблем информационной безопасности
- Институт теоретической и математической физики
- Институт профессиональной переподготовки и повышения квалификации преподавателей гуманитарных и социальных наук

## Филиалы
Московский государственный университет имени М. В. Ломоносова имеет филиалы в СНГ. Также с 2015 года в Китае действует совместный университет МГУ-ППИ в Шэньчжэне образованный на базе российского МГУ и китайского ППИ (официально филиалом не является).
В 2024 году был закрыт единственный европейский филиал университета в Словении в городе Копер, который был открыт в 2017 году. Как заявил ректор университета Садовничий, филиал был закрыт по инициативе правительства Словении.
- Филиал в Севастополе, основан в 1999 году.
- Филиал в Астане (Казахстан), основан в 2000 году.
- Филиал в Ташкенте (Узбекистан), основан в 2006 году.
- Филиал в Баку (Азербайджан), основан в 2008 году.
- Филиал в Душанбе (Таджикистан), основан в 2009 году.
- Филиал в Ереване (Армения), основан в 2015 году.
- Филиал в Сарове, основан в 2021 году.
- Филиал в Грозном, основан в 2023 году.

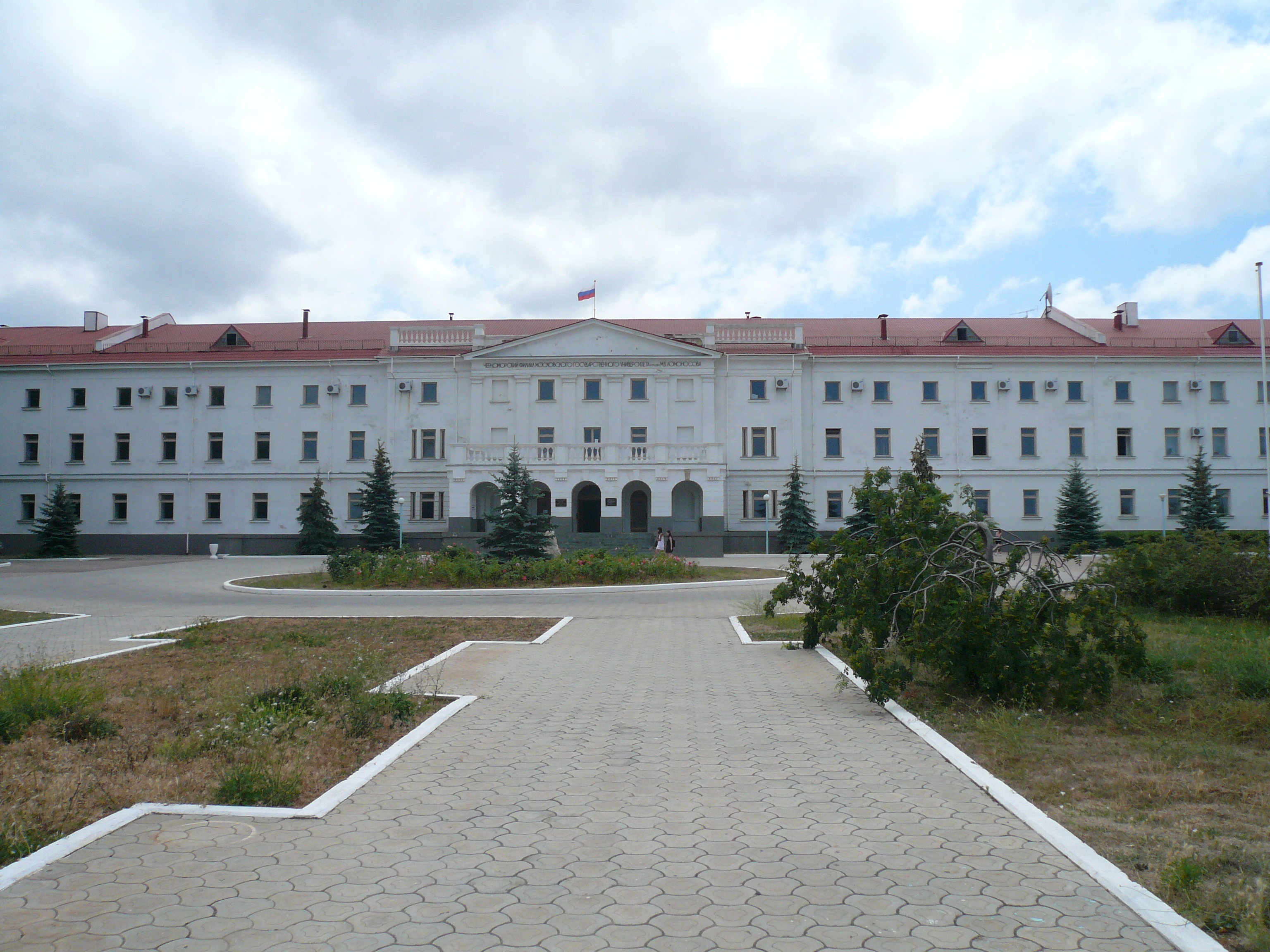
Филиал МГУ в Севастополе (1999)
Филиал МГУ в Астане (2000)
Филиал МГУ в Ташкенте (2006)
Филиал МГУ в Баку (2008)
Филиал МГУ в Душанбе (2009)
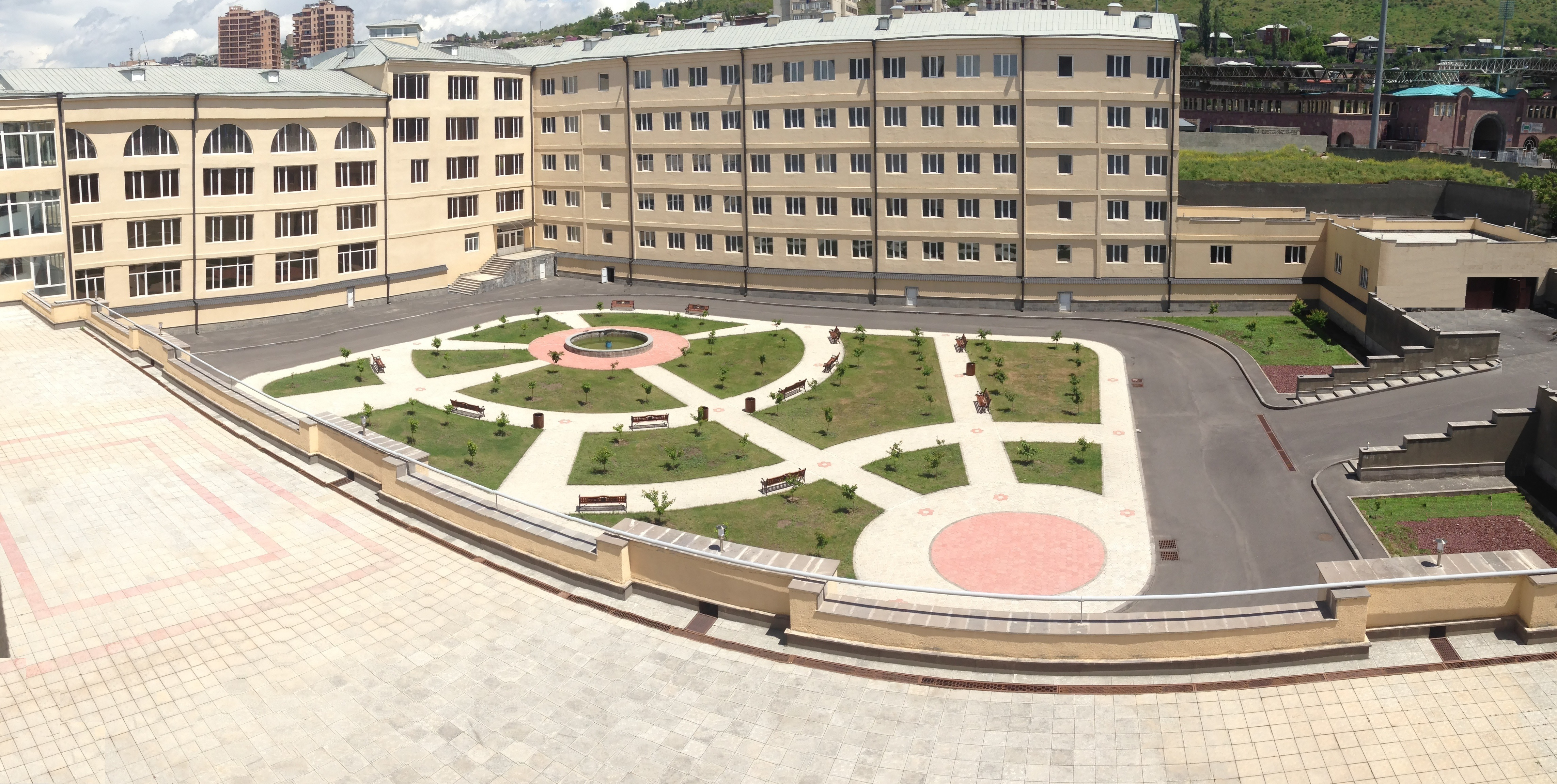
Филиал МГУ в Ереване (2015)

## Научно-образовательные школы
В Московском государственном университете имени М. В. Ломоносова в 2020 году в рамках программы развития университета созданы семь, постоянно действующих, научно-образовательных школ (НОШ МГУ).

## Университетский кампус
Главное здание МГУ

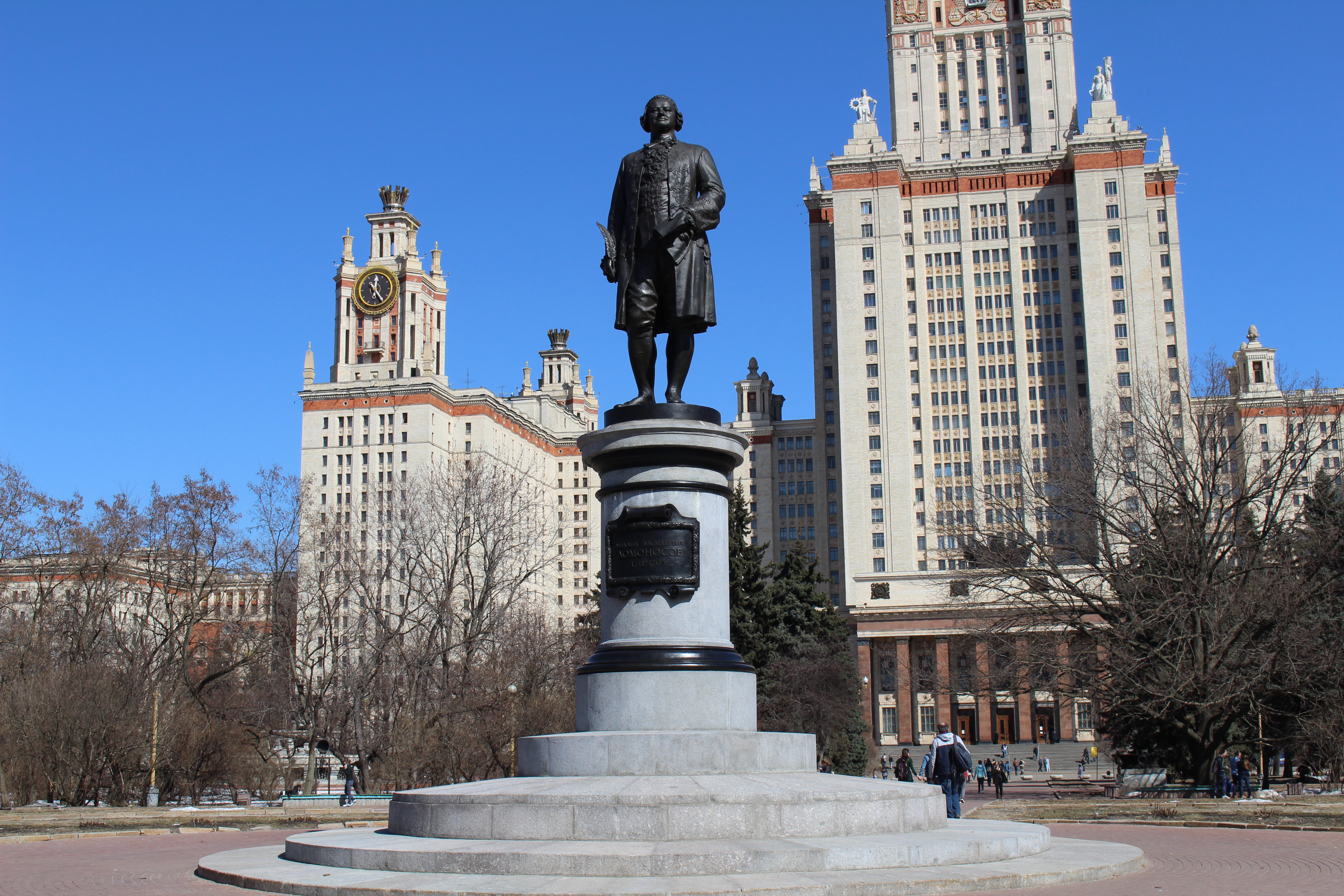
Памятник Ломоносову на Воробьёвых горах

Центральная часть (сектор «А») имеет 36 этажей. Здесь размещены ректорат и общеуниверситетские службы и организации, молодёжный совет, механико-математический, географический, геологический факультеты, музей землеведения, лаборатории и общеуниверситетские аудитории, библиотеки, предприятия питания.
От центральной части расходятся 18-этажные корпуса общежитий (сектора «Б» и «В») с башнями до 24-го этажа. От этих секторов, в свою очередь, расходятся 9-этажные сектора «Г», «Д», «Е» и «Ж», также занятые общежитиями и гостиницей. В примыкающих к главному зданию башнях («И», «К», «Л», «М») размещаются жилые квартиры профессоров и преподавателей.
Дом аспиранта и стажёра МГУ (ДАС МГУ)
Студенческое общежитие университета, часть инфраструктуры МГУ. Расположено в Черёмушках, на пересечении Большой Черёмушкинской улицы и улицы Шверника, недалеко от станции метро «Академическая». В него входят два 17-этажных корпуса (из которых доступны 16 этажей вверх + подвал), соединённых между собой переходом. Общежитие было построено в 1971 году для разгрузки общежитий главного здания МГУ.
Дом студента на проспекте Вернадского (ДСВ)
Построен в 1976 году. Имеет 343 жилых блока.
Адрес: Москва, проспект Вернадского, дом 37.
Дом студента на улице Кравченко (ДСК)
Построен в 1980 году. Имеет 251 жилой блок.
Адрес: Москва, ул. Кравченко, дом 7.
Филиал Дома студентов МГУ (ФДС МГУ)
Адрес: Ломоносовский проспект, дом 31, корпуса 2, 3, 4, 6, 7. Построены в 1960-х годах, представляют собой кирпичные пятиэтажные здания «коридорного» типа с 3-местными комнатами.
Дом студента Ясенево (ДСЯ МГУ)
Занимает два подъезда 16-этажного жилого дома.
Студенты живут в квартирах со всеми удобствами по 2—3 человека в комнате.
Адрес: Литовский бульвар, дом 6, корпус 1.
Дом студента на Ломоносовском (ДСЛ МГУ)
Новое общежитие МГУ находится на улице Светланова, за Медицинским центром МГУ. Новое здание рассчитано на 2516 человек, заселение началось летом в 2016 году.

## Знаменитые выпускники
Среди выпускников университета есть лауреаты Нобелевской премии, лауреаты премии Филдса, крупные политики, в том числе руководители страны.
Лауреаты Нобелевской премии по физике
- Тамм, Игорь Евгеньевич
- Франк, Илья Михайлович
- Гинзбург, Виталий Лазаревич
- Абрикосов, Алексей Алексеевич

Лауреаты Нобелевской премии по химии
- Семёнов, Николай Николаевич

Лауреаты Нобелевской премии мира
- Сахаров, Андрей Дмитриевич
- Горбачёв, Михаил Сергеевич

Лауреаты Филдсовской премии
- Новиков, Сергей Петрович
- Маргулис, Григорий Александрович
- Дринфельд, Владимир Гершонович
- Концевич, Максим Львович
- Воеводский, Владимир Александрович
- Окуньков, Андрей Юрьевич

## Награды и поощрения Московского университета
Высшая награда Московского университета — премии имени М. В. Ломоносова, учреждены Постановлением СНК СССР 29 мая 1944 года, в том же году премии были вручены первым лауреатам. С 1993 года премия Ломоносова вручается также за педагогическую деятельность.
Премия имени И. И. Шувалова — премия, присуждаемая профессорам, преподавателям и научным сотрудникам МГУ за научные работы, учреждена в 1993 году в рамках программы поддержки талантливой молодёжи.
С 1998 года в систему поощрений и наград МГУ введены четыре категории почётных званий: «заслуженный профессор», «заслуженный научный сотрудник», «заслуженный преподаватель», «заслуженный работник».
Стипендии МГУ ежегодно присуждаются преподавателям и научным сотрудникам МГУ в возрасте не старше 33 лет, имеющим учёную степень и добившимся значительных результатов в области педагогической и научно-исследовательской деятельности. Эти результаты должны быть отражены в учебниках, учебных пособиях, учебно-методических разработках, а также в публикациях в ведущих рецензируемых научных журналах и изданиях.
В 2018 году команда МГУ в составе: Михаил Ипатов, Владислав Макеев, Григорий Резников, тренер Елена Андреева — впервые в истории стала победителем Международной студенческой олимпиады по программированию, которая проводилась в Пекине.
В 2022 году МГУ занял 129 место в мире по трудоустройству выпускников, рейтинг составлялся консалтинговой компаний Emerging и основывается на мнении работодателей 22 стран мира.

## МГУ в филателии

Почтовые марки СССР и России
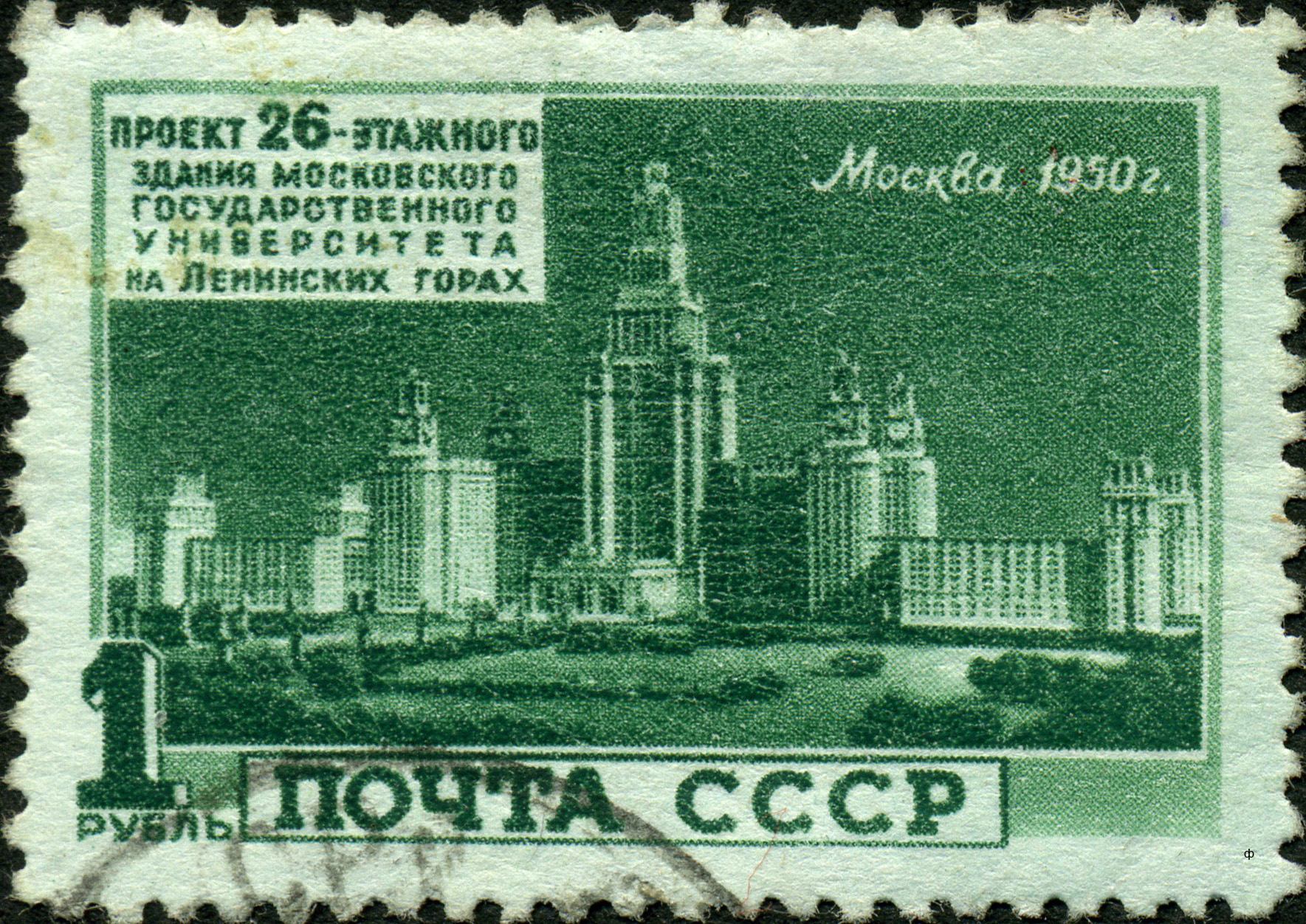
Почтовая марка 1950 год: проект 26-этажного здания МГУ
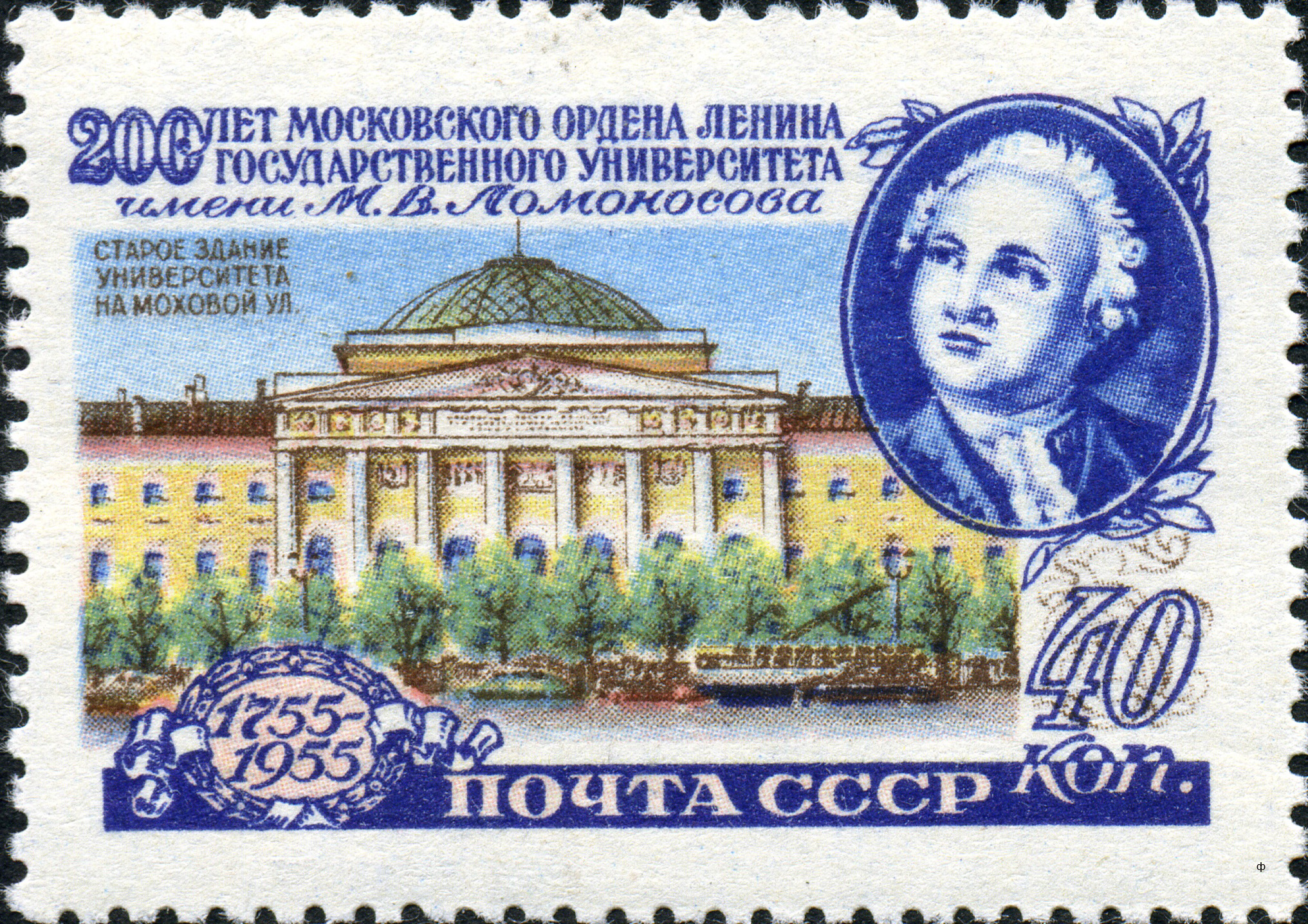
Почтовая марка 1955 год: старое здание университета
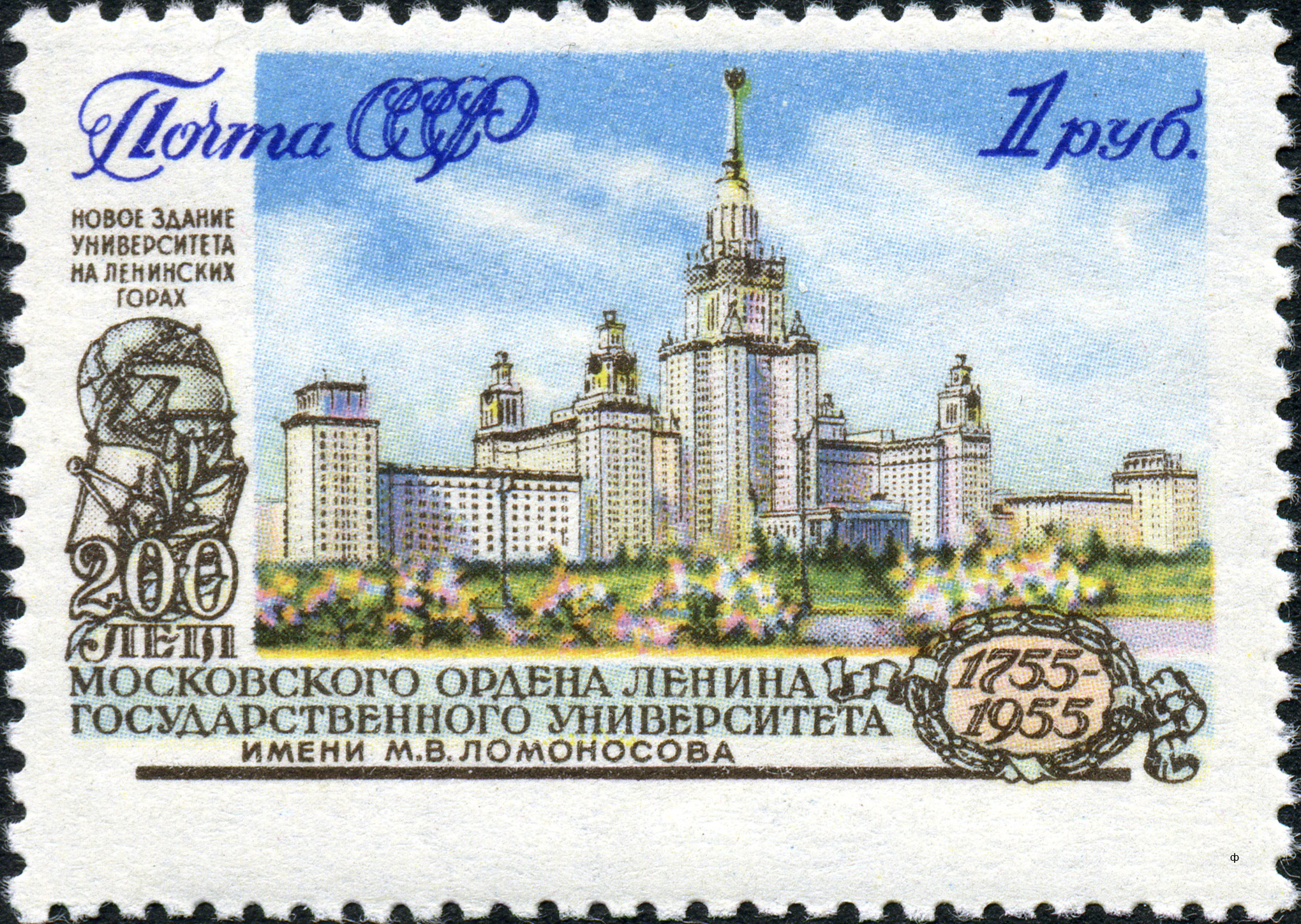
Почтовая марка 1955 год: новое здание университета
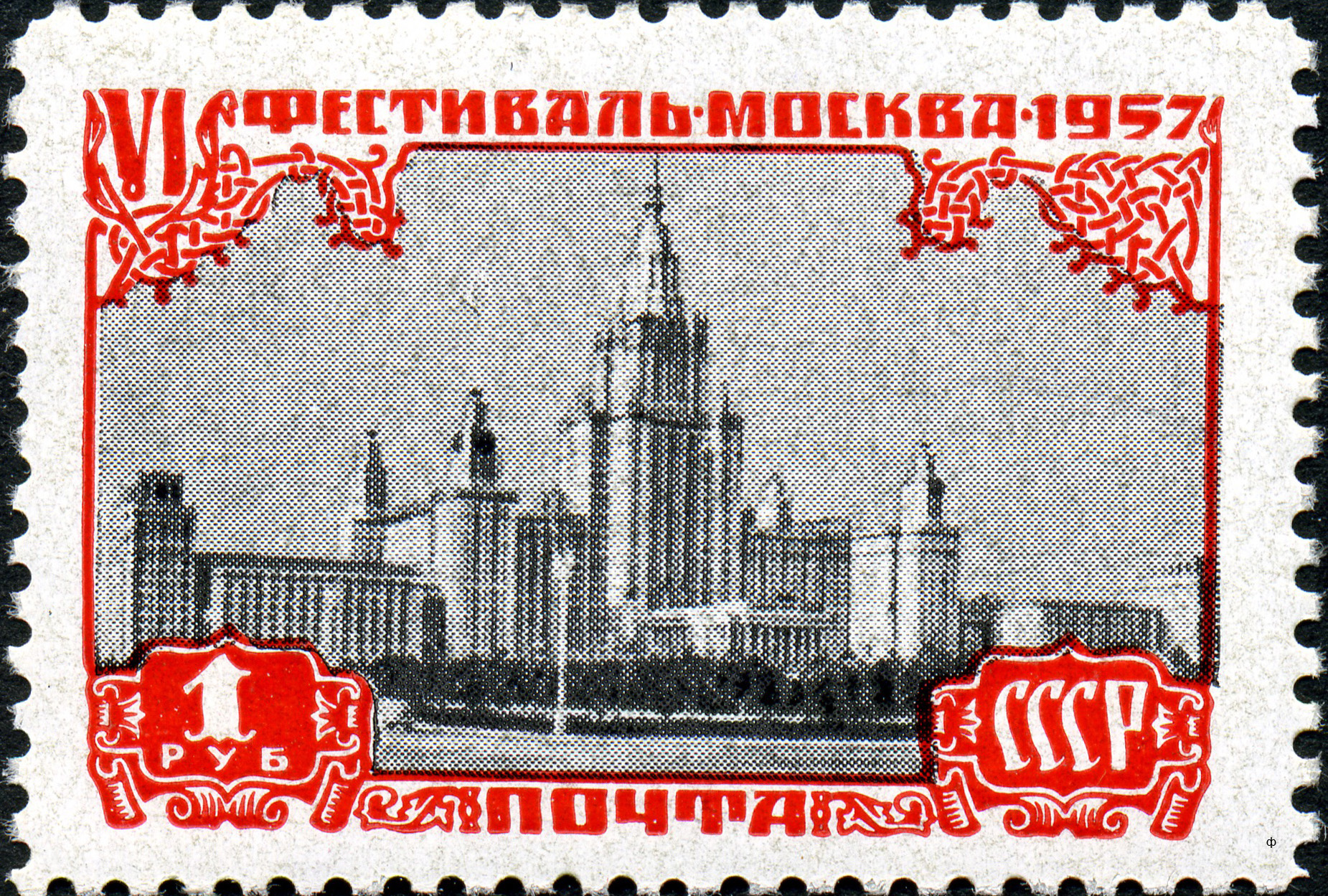
Почтовая марка 1957 год: Москва − фестиваль молодёжи и студентов
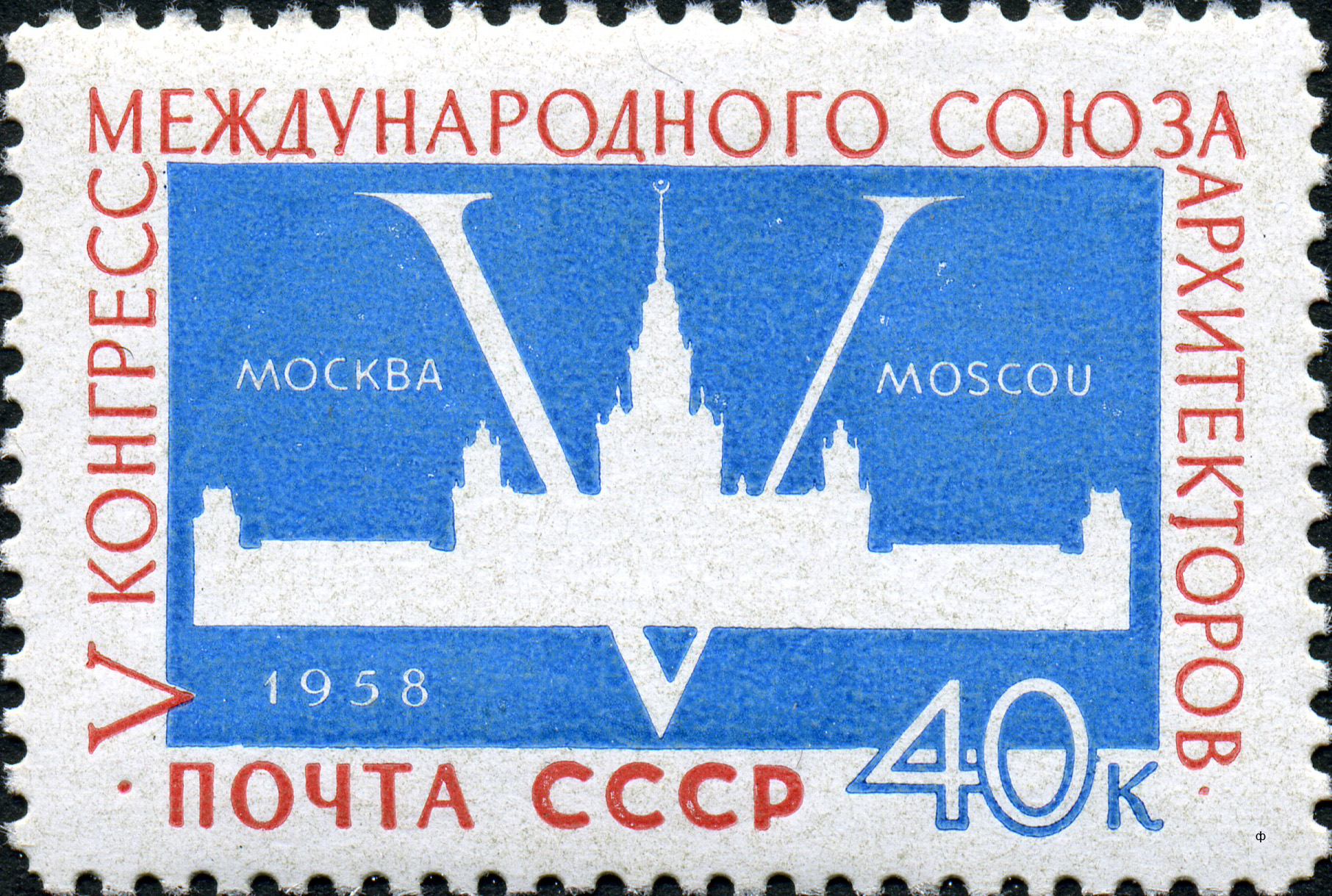
Почтовая марка 1958 год: V конгресс Международного союза архитекторов
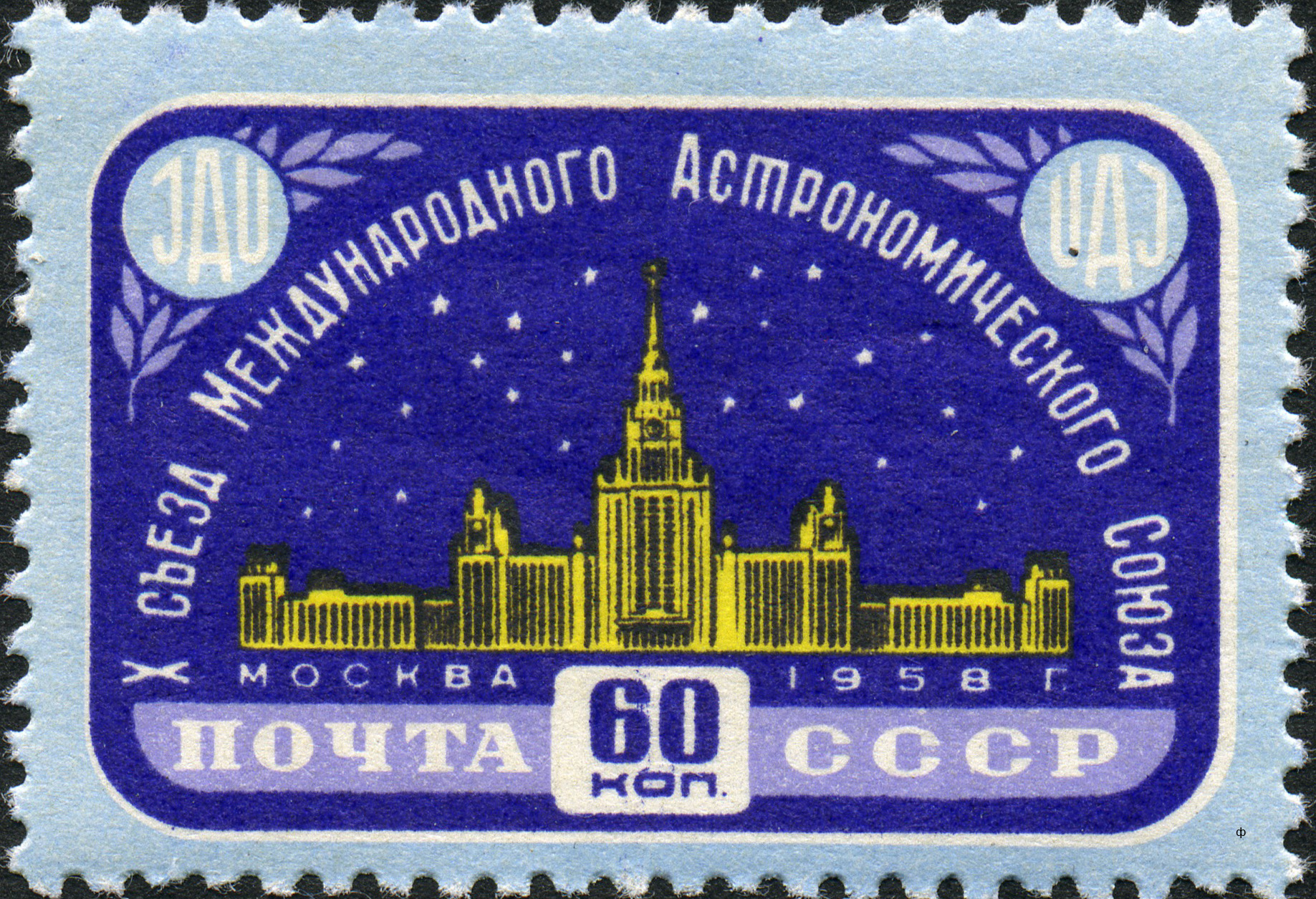
Почтовая марка 1958 год: X съезд Международного астрономического союза новое здание университета
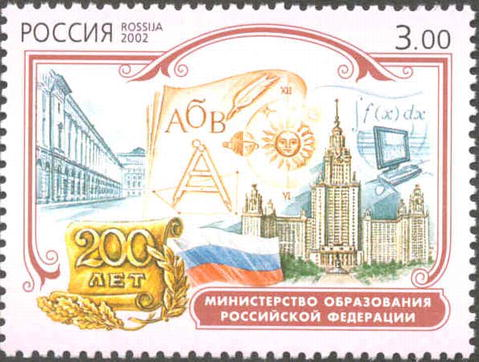
Почтовая марка 2002 год: 200 лет Минобразования РФ
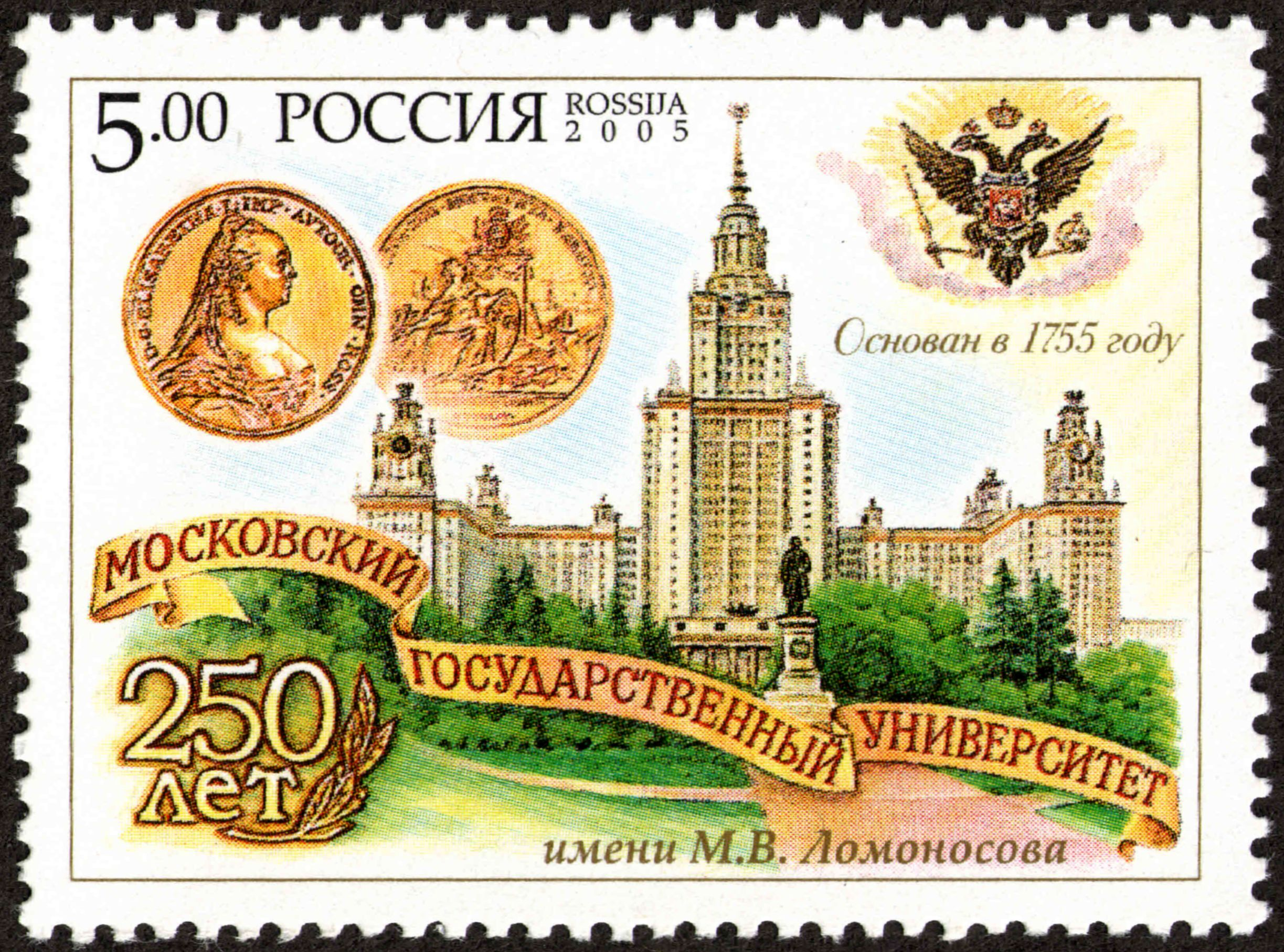
Почтовая марка 2005 год: 250 лет МГУ

## Религиозные организации при МГУ

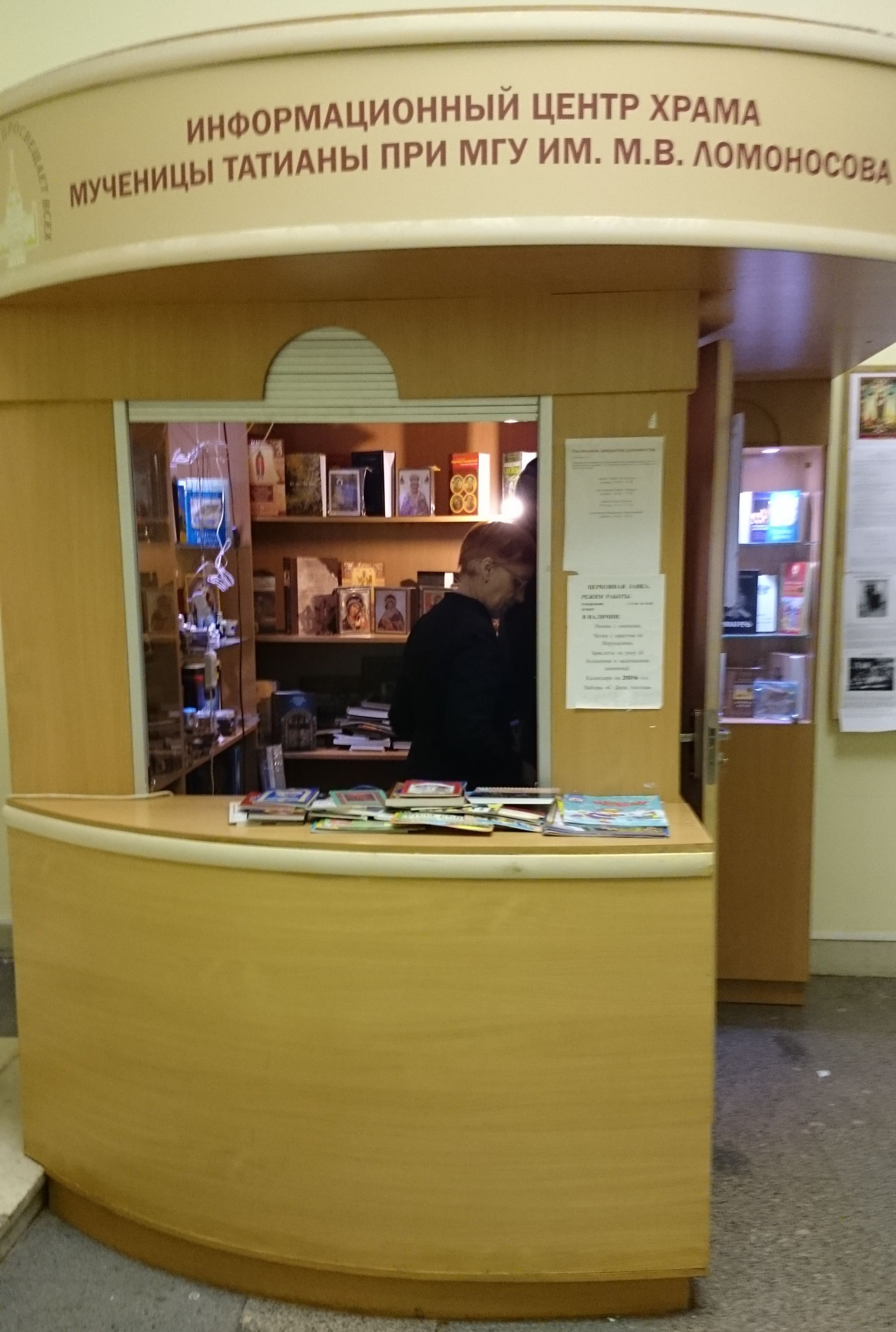
Информационный центр домового храма мученицы Татианы при МГУ (Главное здание, 2016)

Российское законодательство запрещает деятельность религиозных организаций непосредственно в вузах, однако при МГУ таковые действуют. Также на территории МГУ ведётся торговля религиозной литературой и предметами культа.

### Русская православная церковь
Православные храмы при МГУ
При МГУ действуют два православных храма: домовый храм Мученицы Татианы при МГУ и храм святых равноапостольных Кирилла и Мефодия при МГУ.
В 2011 году патриарх Кирилл обратился к ректору МГУ с просьбой поддержать инициативу возведения православного «храма-часовни на территории университетского комплекса на Воробьёвых горах», что, по его мнению, способствовало бы «решению многих важнейших вопросов, связанных с патриотическим и духовно-нравственным воспитанием российского юношества». Предложение вызвало неоднозначную реакцию в социальных сетях и СМИ.
Взаимодействие патриарха Московского и всея Руси Кирилла с МГУ
18 ноября 2011 года учёный совет Московского университета постановил присвоить Патриарху Московскому и всея Руси Кириллу звание почётного доктора МГУ «за выдающийся вклад в деле духовного воспитания молодёжи и тесное сотрудничество». 28 сентября 2012 года во время посещения патриархом МГУ Виктор Садовничий вручил ему диплом почётного доктора МГУ. По сообщению некоторых СМИ, перед приездом патриарха в МГУ студенты жаловались, что их в принудительном порядке сгоняют на встречу, однако в студсовете и пресс-службе МГУ это отрицали. На встрече с представителями студсовета ректор Виктор Садовничий признал, что факты принуждения были.

## Критика
Культурологом факультета искусств МГУ Зиновьевой О. А. в 2009 году была опубликована книга, утверждающая о привлечении заключённых ГУЛАГа к строительству первой очереди Московского метрополитена. У теории нет научного подтверждения, так как она приведена без каких-либо доказательств и критикуется специалистами, работающими с архивными историческими документами. Упоминания об этом отсутствуют в фундаментальной работе немецкого социолога Дитмара Нойтатца «Московское метро от первых проектов до великой стройки сталинизма», в которой он исследует социальный состав строителей метрополитена.

#### Уголовное дело за взятку против заместителя декана факультета мировой политики МГУ
В октябре 2012 года было возбуждено уголовное дело в отношении заместителя декана факультета мировой политики МГУ Михаила Башаратьяна и завкафедрой философии и политологии Академии труда и социальных отношений Виктора Бариса по статье «получение взятки в крупном размере, группой лиц по предварительному сговору».
Уголовное дело было заведено в соответствии с пунктами «а» и «в» части 5 статьи 290 УК РФ.
В середине октября 2012 года в полицию обратился молодой человек, поступающий в аспирантуру. В своем заявлении он указал, что за успешное поступление и последующую защиту диссертации в вузе ему предложили заплатить 30 тысяч евро.
Молодой человек хотел поступать в аспирантуру Академии труда и социальных отношений. За 30 тысяч евро Башаратьян и Барис обещали обеспечить поступление и обучение в аспирантуре, а также заверили в том, что у него не будет проблем с кандидатской диссертацией и с её защитой в МГУ им. М. В. Ломоносова.
30 октября в рамках ранее достигнутых договоренностей подозреваемые получили в качестве взятки 1 миллион рублей. В момент получения денег преступников задержали с поличным.
После задержания Башаратьян был арестован, в 2014 году дело было передано в суд. При этом Башаратьян не входил ни в один диссертационный совет вуза, поэтому не мог влиять на результат защиты аспирантских работ.

#### Фальшивые диссертации
По данным сетевого экспертного сообщества «Диссернет» на 2014 год, МГУ является одной из наиболее крупных в России «диссергейтных корпораций», производящих подложные диссертации. Эксперты сообщества отмечают, что основными источниками таких диссертаций в МГУ являются факультет государственного управления под руководством В. А. Никонова и факультет социологии под руководством В. И. Добренькова.
Согласно данным Диссернет на 19.12.2020, по числу уличённых в недобросовестности сотрудников (232) МГУ занимает 4-е место среди российских вузов, существенно уступая лидеру в данной номинации — РЭУ им. Г. В. Плеханова (382 случая).

#### Угрозы отчисления и оскорбления замдекана Людмилы Григорьевой в адрес студентов «Инициативной группы МГУ»
В начале марта 2021 года СМИ рассказали об оскорблениях и угрозах отчисления студентов, имеющих отношение к «Инициативной группе МГУ»[значимость факта?]. Заместитель декана факультета фундаментальной физико-химической инженерии МГУ Людмила Григорьева требовала от студентов подключиться к травле одного из экоактивистов МГУ, требуя от студентов написать на стене активиста в социальных сетях негативные комментарии. В процессе общения со студентами Григорьева назвала «Инициативную группу МГУ» «бандой» и «западными либерастами, которых подкармливает Запад». «Они против страны, против университета. <…> Им там [на Западе] дают какие-то крохи, объедки какие-то. И вот они за эти объедки хрюкают здесь, ползают и гадят постоянно», — сказала Григорьева о деятельности активистов.